# Storia del Torino Football Club
(Federico Buffa)
Questa pagina tratta la storia del Torino Football Club dal 1906 ai giorni nostri.

## Dalle origini al 1915

### L'arrivo del calcio a Torino

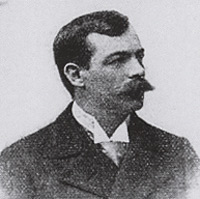
Alfred Dick

La storia del calcio affonda le sue radici in terra inglese e per vederlo giocato in Italia, in particolar modo a Torino, bisogna aspettare fino alla fine dell'Ottocento, quando Edoardo Bosio, imprenditore italiano di origine svizzera, dopo essere tornato da un viaggio in Inghilterra, fondò un club sportivo di canottaggio e calcio, trasformandolo poi, nel 1887, in una vera e propria società calcistica, denominata Torino Football & Cricket Club. Da quel momento nella città della Mole nacquero numerose altre società come la squadra dei Nobili, fondata nel 1889 dal Duca degli Abruzzi e che nel 1891 si unì alla compagine di Bosio dando vita al Football Club Internazionale. Nel 1894 al panorama calcistico locale presero parte anche il Football Club Torinese e la Società Ginnastica Torinese.

### La fondazione del Foot Ball Club Torino e la prima amichevole
(Articolo 1 dello "Statuto e Regolamento" del Foot Ball Club Torino)

La formazione del Torino nel dicembre 1906

Nel 1900 il Torinese assorbì il Football Club Internazionale. Il 3 dicembre 1906, presso la Birreria Voigt di via Pietro Micca, angolo via Botero, l'ex dirigente juventino Alfred Dick insieme ad altri imprenditori e commercianti in contrasto con la società bianconera propose ai dirigenti e calciatori del Torinese, in crisi finanziaria, di fondare una nuova società. Poco prima di mezzanotte Hans Schoenbrod venne proclamato presidente del neonato Foot Ball Club Torino. Presero parte all'incontro anche Enrico Debernardi, Eugenio De Fernex, Fritz Bollinger e Alfred Dick (che assunse la carica di vicepresidente).
La prima partita si giocò il 16 dicembre 1906 a Vercelli contro la Pro: i granata, (che ancora con la vecchia divisa arancionera del Torinese) si imposero per 3-1. La formazione era composta da 8 reduci del Torinese, 2 ex juventini e un calciatore elvetico.

### Dal campionato del 1907 alla Prima guerra Mondiale

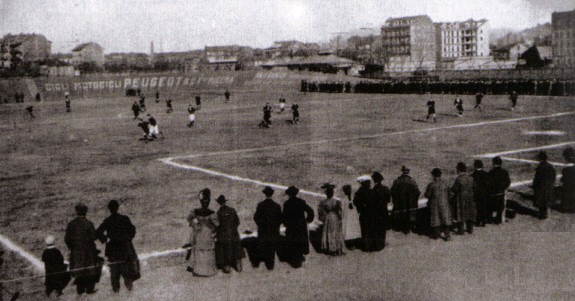
Il Motovelodromo Umberto I, campo di gioco della squadra granata dal 1907 al 1910.

A partire dal campionato del 1907 il Toro scese ufficialmente in campo: a dominare la scena di quel periodo erano il Genoa, il cui palmarès poteva vantare già 6 scudetti, il Milan (con 2 tricolori) e la Juventus (con 1). Fu proprio contro quest'ultima squadra l'esordio stagionale dei granata che, il 13 gennaio 1907, affrontarono i bianconeri al Motovelodromo Umberto I e si imposero con il risultato di 2 a 1. In data 3 febbraio 1907 le due squadre si affrontarono di nuovo e sempre il Toro ne uscì vincitore con un netto 4 a 1. In virtù di questi risultati, il Toro poté prendere parte al girone finale, dove rimediando 3 pareggi e 1 vittoria si classificò in seconda posizione, davanti all'Andrea Doria ma dietro al vincitore Milan..
Il campionato 1908 costituì una pausa forzata per molte società: una direttiva della Federazione infatti impose alle squadre un limite massimo di giocatori stranieri che colpì anche il Torino. I granata parteciparono allora ad altri tornei "minori" come l'ambita coppa Dapples, in cui la squadra detentrice del trofeo veniva sfidata di volta in volta da un altro club con l'obiettivo di sottrargliela. Il Toro riuscì ad aggiudicarsela, superando la Pro Vercelli con il risultato di 5 a 2, e partecipò anche a un torneo Internazionale organizzato dalla rivista La Stampa Sportiva e disputato a Torino: i granata raggiunsero la finale, venendo però sconfitti dagli svizzeri del Servette per 3 a 1.
Con il campionato del 1909 il Torino tornò a competere per lo scudetto, partecipando al consueto girone eliminatorio piemontese: si scontrò nuovamente con la Juventus, collezionando una vittoria ma anche una sconfitta che lo obbligò a disputare un ulteriore spareggio, dal quale uscì vincitore per 1 a 0. I granata vennero in seguito eliminati dalla Pro Vercelli che, sconfiggendo prima il Genoa e dopo l'US Milanese, vinse il torneo per la seconda volta consecutiva. In qualità di detentore della Coppa Dapples, il Toro dovette affrontare per 3 volte il Milan (ripetutamente sconfitto, anche se un incontro non fu disputato a causa del ritiro della squadra meneghina), la Juventus, e il Genoa che, imponendosi per 1 a 0, portò in Liguria il trofeo.
Il campionato 1909-1910 formulato a girone unico, vide il Toro concludere al quarto posto dietro a Juventus, Pro Vercelli e Internazionale di Milano (vincitrice del campionato). Da segnalare, in questa stagione, l'ingresso di Enrico Bachman in squadra, destinato a rimanervi per 11 campionati, e lo spostamento del campo di gioco dallo storico Velodromo Umberto Primo a Piazza d'Armi a partire dal 23 gennaio 1910. 
I successivi 3 campionati ( 1910-1911, 1911-1912 e 1912-1913) furono segnati dal trionfo della Pro Vercelli: il Toro concluse i primi due rispettivamente al 3º e al 4º posto del Girone Ligure-Lombardo-Piemontese mentre nell'ultimo si classificò al 3º posto del Girone Piemontese. Episodio degno di nota fu l'arrivo, nel 1912, del tecnico Vittorio Pozzo: con lui il Toro partecipò nel 1914 a una tournée transoceanica in Sudamerica, collezionando 6 vittorie su 6 partite giocate e affrontando squadre del calibro del Corinthians e della Nazionale Argentina. Lo stesso anno segnò inoltre l'addio al calcio giocato di Fritz Bollinger, socio fondatore della squadra e suo primo capitano.
L'annata 1913 -1914 vide il trionfo del Casale, con i granata posizionatisi al 4º posto; vi fu inoltre il secondo cambio del campo di gioco: Stradale Stupinigi divenne il nuovo stadio. 
Con l'inizio della Grande Guerra venne sospeso anche il campionato di calcio, e questa decisione causerà la prima di una lunga serie di beffe del destino: il campionato 1914-15 venne infatti sospeso a una giornata dal termine con il Genoa, che era in testa al Girone Finale dell'Italia Settentrionale, dichiarato successivamente campione. Nulla da eccepire viste le cause di forza maggiore: un peccato solo per i granata che, secondi a due lunghezze dalla capolista, nell'ultima partita avrebbero avuto l'occasione di incontrare proprio i genovesi, battuti nella gara d'andata per 6-1.
In quel periodo, seppur in anni diversi, vestirono la maglia del Torino ben quattro fratelli, i Mosso: quella che oggi può apparire come una curiosità era invece, all'epoca, un costume abbastanza diffuso.

## Anni 1920: ilTrio delle meravigliee il primo scudetto

### Il dopoguerra e la presidenza Secondi
Il campionato italiano riprese il 1919 dopo la tragica parentesi della Prima Guerra Mondiale che strappò milioni di vite, tra cui quelle di diversi calciatori granata (come Biagio Goggio, che aveva anche servito la maglia della nazionale). 
Il campionato 1919-1920 si ripropose nella classica formula a gironi: il Torino arrivò terzo nel girone A del Piemonte, pareggiando entrambi i derby ma accedendo comunque al girone C delle semifinali interregionali, classificandosi quarto. Lo scudetto, quell'anno, fu appannaggio dell'Internazionale. A partire dal 1920, all'allora presidente Giovanni Secondi succedette Luigi Paissa. 
Durante la stagione 1920-1921 avvenne un episodio alquanto singolare. Il Torino, dopo essersi classificato secondo nel girone A Piemontese, venne ammesso al Girone C delle Semifinali, che terminò a pari merito con il Legnano: fu dunque necessario uno spareggio. La partita venne giocata il 26 giugno 1921, in campo neutro, e le cronache dell'epoca parlano di un clima particolarmente torrido. I tempi regolamentari terminarono con il punteggio di 1 a 1 e, in base al regolamento che prevedeva tempi supplementari a oltranza, vennero disputati ben 2 tempi extra da 30 minuti; ne venne iniziato pure un terzo, interrotto però all'ottavo minuto di gioco dagli stessi calciatori che, stremati, decisero di non proseguire più e rifiutarono anche l'ipotesi di rinvio, squalificando così le rispettive squadre.

### Gli anni di Paissa e Bevione
La stagione 1920-1921 vide il Torino impegnato nel Girone A Piemontese. I granata si classificarono primi a pari merito con il Novara e, in seguito allo spareggio finale vinto con questi, poterono accedere al Girone C delle Semifinali. Il Toro terminò tale girone sì in prima posizione, ma nuovamente a pari merito con un'altra squadra, il Legnano. Tuttavia, dal memorabile spareggio non uscì alcun vincitore ed entrambe le squadre furono eliminate. Lo scudetto venne alla fine vinto dalla Pro Vercelli.
Gli anni 1920 videro iniziare, dopo la "serie dei Mosso", quella dei fratelli Martin, anche loro quattro. Il più forte sarà Martin II, che disputerà con il Torino 355 gare di campionato.
La stagione 1921-1922 fu storica poiché le squadre si divisero in due campionati: uno organizzato da Pozzo e denominato Confederazione Calcistica Italiana (alla quale afferivano le squadre più importanti), e un secondo organizzato dalla FIGC. Il campionato non fu particolarmente brillante per i granata, i quali orbitarono sempre a metà classifica e ciò convinse l'allenatore Pozzo a lasciare la carica di allenatore (che deteneva dal 1912) a Francesco Mosso.
La stagione successiva vide non solo un ulteriore cambio in panchina, con l'arrivo dell'austriaco Karl Stürmer, ma anche un cambio in presidenza, con l'arrivo di Giuseppe Bevione. Le squadre italiane tornarono a giocare in un campionato unico, organizzato dalla FIGC e suddiviso in Lega Nord (3 gironi) e Lega Sud: il Toro si classificò secondo nel Girone Nord Gruppo A, a 4 punti dalla capolista Pro Vercelli. Il torneo venne poi vinto dal Genoa.

I 4 fratelli Martin

Il campionato 1923-1924 fu caratterizzato da un particolare episodio che minò il cammino della squadra guidata da Stürmer il possibile titolo. Il torneo continuava a essere suddiviso in Lega Nord e Lega Sud, con i granata afferenti al Girone B della prima. Episodio degno di menzione è sicuramente la penultima partita di campionato, disputata il 30 marzo 1924 tra Spezia e Torino: la formazione locale degli aquilotti , chiamata a vincere per scongiurare una possibile retrocessione, si portò in vantaggio già al minuto 28' con Canavesi e riuscì a terminare la partita da vincitrice. Numerose furono tuttavia le polemiche dei granata: i tifosi dello Spezia infatti disturbarono più volte lo svolgersi della gara con ripetute invasioni di campo e danni ai giocatori del Torino. A causa della sconfitta, i granata terminarono la stagione al secondo posto, dietro al Bologna che potette accedere alle fasi finali del torneo, venendo tuttavia sconfitto dal Genoa, risultato poi vincitore del Campionato. Il Torino fece reclamo per ottenere la vittoria a tavolino del match, tuttavia il Direttorio federale rigettò la richiesta confermando il risultato del campo.

### L'arrivo del conte Enrico Marone-Cinzano

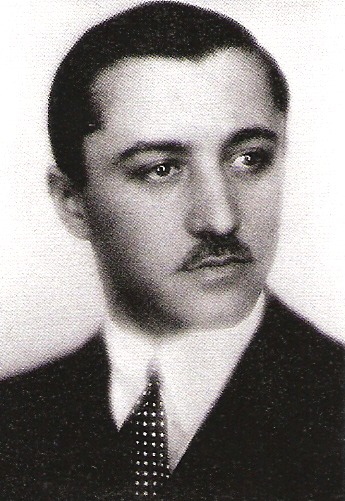
Enrico Marone Cinzano

La stagione 1924-1925 iniziò con vari cambi ai vertici dirigenziali: l'allora presidente Giuseppe Bevione lasciò il posto al Conte Enrico Marone-Cinzano mentre in panchina arrivò il tedesco Peter Farmer. Il campionato fu particolarmente mediocre per i granata, i quali terminarono in sesta posizione il Girone A della Lega Nord. Da segnalare un Brescia-Torino del 9 novembre 1924 durante il quale scesero in campo i 4 fratelli Martin.
La stagione successiva vide il Conte Marone-Cinzano portare a termine due importanti colpi di mercato, facendo arrivare a Torino Adolfo Baloncieri e Julio Libonatti. Il campo di gioco inoltre si spostò al Motovelodromo di Corso Casale. Se il campionato precedente vide Giuseppe Calvi come capocannoniere del Torino con soli 8 gol, quest'annata fu caratterizzata dalle numerosi reti dei due nuovi arrivati: Baloncieri e Libonatti si distinsero con ben 19 reti a testa. Il Torino concluse, sotto la guida di Enrico Bachman (subentrato a Peter Fermer) in seconda posizione il Girone A della Lega Nord, dietro al Bologna che potette accedere alle fasi finali, venendo sconfitta dalla Juventus, risultata poi vincitrice del titolo.

### Il caso Allemandi e il primo scudetto
Il campionato 1926-1927 fu il primo organizzato a livello nazionale: 2 unici gironi con squadre che provenivano da Nord e da Sud. Il Conte Marone-Cinzano esordì anche questa stagione con un acquisto di alto livello, assicurando alla squadra granata Gino Rossetti il quale, insieme a Baloncieri e Libonatti, costituirà il cosiddetto trio delle meraviglie. Il Toro, guidato da Imre Schoffer, partì male la stagione, perdendo in trasferta con il Livorno. Tuttavia, già alla seconda giornata, il Torino recuperò punti, vincendo contro la Cremonese. Il 17 ottobre 1926 segnò una svolta nella storia granata: la squadra torinese esordì infatti la prima in casa nello Stadio Filadelfia (voluto proprio dal presidente Marone-Cinzano), travolgendo la Fortitudo Roma 4 a 0. Il Toro terminò il girone B in testa con 26 punti, potendo dunque accedere al girone finale che concluse in prima posizione aggiudicandosi il suo primo scudetto, grazie soprattutto al trio Baloncieri-Libonatti-Rossetti, autori di oltre 70 reti. La festa granata venne tuttavia interrotta da una scandalo che coinvolse proprio la squadra torinese, il cosiddetto Caso Allemandi, secondo il quale alcuni dirigenti del Torino avrebbero corrotto il giocatore della Juventus Allemandi nella partita del 5 giugno 1927, invalidando dunque lo scudetto, il quale non verrà più riassegnato.

Il Trio delle meraviglie Baloncieri-Libonatti-Rossetti.

Nella stagione 1927-1928 il Torino era guidato dall'allenatore Tony Cargnelli, il quale potette fare affidamento sul consolidato trio delle meraviglie. Nonostante condizionato dalla clamorosa vicenda della stagione precedente, il Torino riuscì a concludere non solo il Girone A in prima posizione, ma anche a vincere il Girone Finale, laureandosi Campione d'Italia con 111 gol totali. La formazione con la quale il Toro concluse la stagione il 22 luglio 1928, pareggiando con il Milan, era la seguente: Bosia, Martin III, Monti III, Colombari, Janni, Sperone, Vezzani, Baloncieri, Libonatti, Rossetti III, Franzoni.

### L'addio di Marone-Cinzano e l'arrivo di Ferrari
Il campionato 1928-1929 fu organizzato su due gironi interregionali da 16 squadre: il Torino prese parte al Girone A. La stagione fu caratterizzata in primo luogo dall'addio del Conte Marone-Cinzano, rimpiazzato da Giacomo Ferrari. I granata, ancora trascinati dal trio delle meraviglie, terminarono il Girone A in prima posizione, con 115 reti segnate e varie partite terminate in goleada (basti pensare a Torino - Triestina 12 a 0 oppure a Torino - Prato 9 a 1), potendo dunque accedere alla finale scudetto con il Bologna. Poiché entrambe le squadre vinsero rispettivamente una volta, si disputò lo spareggio in campo neutro, dal quale uscì vincitrice la squadra felsinea per 1 a 0, facendo dunque sfumare la possibilità ai granata di vincere nuovamente il tricolore. In estate, al termine della stagione, il Toro si recò, come già accaduto con Pozzo in precedenza, in Sudamerica, totalizzando tuttavia solo 2 vittorie su 8 partite giocate.
Il campionato 1929-1930 segnò un punto di svolta per il calcio italiano: nacquero un unico girone da 18 partecipanti, denominato Divisione Nazionale Serie A, e un unico girone da 18 squadre, denominato Divisione Nazionale Serie B. Al primo presero parte le prime 8 classificate dei due gironi della stagione precedente (con l'aggiunta del Napoli e Triestina), al secondo le restanti. Il Toro non riuscì a ripetersi sui livelli delle stagioni precedenti, e si classificò in quarta posizione: a laurearsi Campione d'Italia fu l'Ambrosiana(nata dalla fusione tra Internazionale e US Milanese).

## Anni 1930: la vittoria della Coppa Italia e l'arrivo di Ferruccio Novo

### Gli anni di Vastapane, Gervasio, Mossetto e Silvestri
La stagione 1930-1931 vide innanzitutto un cambio alla presidenza della società e in panchina: Giovanni Vastapane sostituì Giacomo Ferrari mentre a guidare la squadra arrivò Vittorio Morelli di Popolo.Il campionato risultò particolarmente anonimo per i granata, i quali terminarono in settima posizione, molto lontani dalla capolista Juventus, vincitrice del campionato.
Anche nella stagione 1931-1932 vi furono variazioni in dirigenza granata: ad assumere le redini della società fu Vittorio Gervasio mentre Adolfo Baloncieri e Giuseppe Aliberti assunsero il ruolo in panchina. Tra i giocatori granata, si confermarono su buoni livelli Libonatti (16 gol) e Rossetti (17 gol) mentre l'allenatore-giocatore Baloncieri si dovette accontentare di soli 2 gol. La novità in formazione fu Mario Bo, giovane centrocampista, prodotto del vivaio Torinese e destinato a vestire la maglia granata per molte stagioni. Anche questa stagione, come la precedente, vide i granata terminare il campionato a metà classifica(ottava posizione) e la Juventus vincere il campionato.
Gli anni trenta furono particolarmente movimentati in società granata: il campionato 1932-1933 vide l'arrivo di un nuovo presidente, Giovanni Mossetto, e di un nuovo allenatore, Francesco Hansel. La mancanza più illustre nella formazione del Toro fu sicuramente quella di Baloncieri, il quale disse addio al calcio giocato, mentre fu molto importante l'arrivo di Giovanni Busoni, giovane centravanti livornese. Il Toro, dopo un buon inizio di campionato (da ricordare un Torino - Casale 9 a 0), subì un calo progressivo di prestazione che lo condannò al settimo posto in campionato, vinto nuovamente dalla Juventus.
Il campionato 1933-1934 vide l'arrivo in panchina di Augusto Rangone che verrà sostituito, dopo una decina di giornate, da Eugen Payer. Vi fu anche l'addio di un altro componente del trio delle meraviglie,ovvero Gino Rossetti. A rinforzare la formazione furono alcuni giocatori sudamericani come Hector Canalli e il prodotto del vivaio torinese Giacinto Ellena.Al termine della stagione il Torino si piazzò in dodicesima posizione, poco sopra la zona retrocessione.
Il trend negativo sviluppatosi a partire dagli anni trenta culminò nella stagione 1934-1935, caratterizzata da un ritorno a 16 squadre. Innanzitutto nuovi componenti subentrarono in società: Euclide Silvestri divenne il nuovo presidente mentre in panchina tornò Tony Cargnelli, vecchia conoscenza granata, autore dello scudetto della stagione 1927-1928. Cargnelli si trovò tuttavia in una situazione completamente diversa, non potendo contare sul trio delle meraviglie (avendo anche Libonatti lasciato la squadra), rimpiazzato da Spinola, Silano e Buscaglia. L'esordio per i granata fu positivo, 3 a 1 alla Triestina in casa al Filadelfia. Il girone di ritorno, tuttavia, fu poco entusiasmante e condannò il Toro a giocarsi il tutto per tutto nel match salvezza contro il Livorno (al quale bastava un pareggio per salvarsi), l'ultima giornata di campionato. Fu solo nel secondo tempo, grazie a una rete di Prato che il Toro riuscì ad agguantare la vittoria, permettendo alla squadra granata la permanenza nel campionato di massima serie, vinto anche quell'anno dalla Juventus.

### L'arrivo di Giovan Battista Cuniberti e la prima Coppa Italia

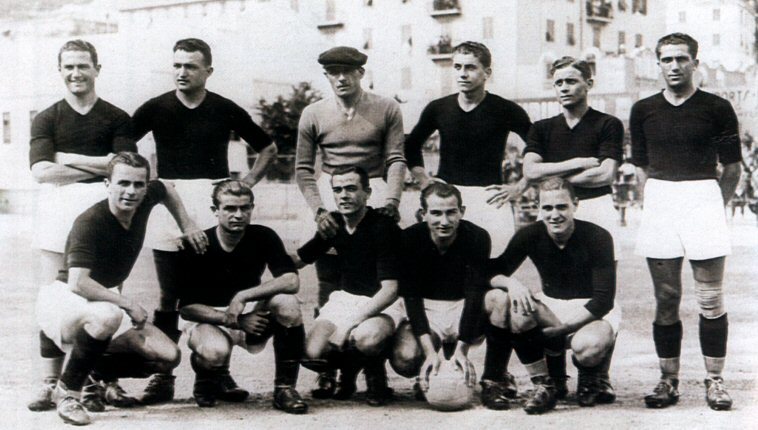
Il Torino vincitore della Coppa Italia 1935-36

La stagione 1935-1936 esordì con un cambio al vertice: Giovan Battista Cuniberti divenne il nuovo presidente della società granata. La formazione venne rinforzata dall'arrivo del giovane Cesare Gallea, proveniente dal vivaio granata e destinato a vestire la maglia del Toro per numerose stagioni. Il Toro, dopo una serie di stagioni negative, tornò ai vertici del calcio italiano, riuscendo a piazzarsi terzo in campionato e a vincere la prima edizione della Coppa Italia, sconfiggendo nella finale di Genova i grigi dell'Alessandria 5 a 1. I granata parteciparono anche, in estate, alla Coppa Europa Centrale eliminando FC Bern ma venendo poi sconfitti da Újpest agli ottavi di finale.
Il campionato 1936-1937 vide la società granata assumere la denominazione di Associazione Calcio Torino. Vi fu l'addio, dopo 15 anni, di Janni, bandiera granata. Il campionato fu giocato nuovamente ad alti livelli dal Torino, il quale riuscì a classificarsi in terza posizione, alle spalle della Lazio e del Bologna (vincitore). Risultati meno brillanti furono quelli invece in Coppa Italia, dove il Toro venne eliminato agli ottavi di finale dalla Roma.
Nella stagione 1937-1938 si assistette a un calo di prestazione da parte del Toro che, guidato da Julius Feldmann, nonostante un buon inizio, incassò pesanti sconfitte a metà stagione e concluse il campionato in ottava posizione. Migliore fortuna ebbero i granata in Coppa Italia, riuscendo infatti ad arrivare fino in finale, venendo tuttavia sconfitti dalla Juventus. Da segnalare, quegli anni, la seconda vittoria consecutiva dei Mondiali di Calcio da parte dell'Italia di Pozzo.
Il campionato 1938-1939 fu l'ultimo da presidente per Cuniberti, il quale affidò la direzione tecnica a Ernő Erbstein, mentre la panchina restò a Mario Sperone, subentrato già nella precedente stagione a Feldmann. A rinforzare la squadra arrivarono, tra i vari, il portiere Aldo Olivieri e Giovanni Gaddoni (prodotto del vivaio granata). La stagione cominciò con una vittoria di misura sulla Triestina e proseguì con importanti vittorie, tra le quali quella nel derby, le quali portarono il Torino in prima posizione. Tuttavia i granata terminarono la stagione in seconda posizione, dietro al Bologna, mentre non andarono oltre gli ottavi di Coppa Italia.

## Anni 1940: l'era di Ferruccio Novo e la nascita del Grande Torino

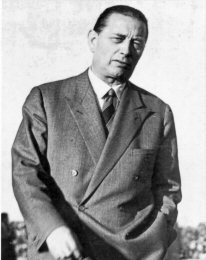
Ferruccio Novo

Industriale, ex calciatore del Toro e fratello di Mario (acceso tifoso granata), Ferruccio Novo divenne presidente del Torino nel 1939. Uomo di grande classe, cresciuto al Collegio San Giuseppe, aveva in mente di trasferire le sue abilità imprenditoriali nel calcio. Disse a un amico: "Quattro anni al massimo e torneremo allo scudetto". Queste parole risuonano oggi come una profezia.

### I primi anni di Novo
Il primo acquisto fu il diciottenne Franco Ossola per 55 000 lire dal Varese, in seguito alla segnalazione di Antonio Janni (allenatore dei lombardi). Era un centrocampista veloce e con grande tecnica. Viene considerato oggi dalla critica come il primo tassello del Grande Torino. L'attacco di allora comprendeva inoltre Petron, Michelini, Borsetti e Capri. La stagione 1939-1940 fu di transizione: dopo un buon inizio il Torino subì 3 sconfitte consecutive, di cui una dalla Juventus di Guglielmo Gabetto, un nome che tornerà presto di attualità. Il 4 febbraio 1940 avvenne l'esordio di Ossola. Poco dopo la fine del campionato l'Italia entrò in guerra, ma il calcio non subì (almeno immediatamente) sospensioni.
Nella stagione 1940-1941 Ossola diventò titolare, terminando il torneo come miglior realizzatore dei granata con 15 reti in 22 presenze. Novo comprò poco, ma ancora una volta, dopo un inizio caratterizzato dalla tripletta di Ossola contro il Bari e le tre vittorie consecutive contro Lazio, Fiorentina e Juventus, il Torino si bloccò: solo 5 punti in 12 gare nel girone di ritorno, con alcune sconfitte clamorose (6 a 3 dal Genoa e 4 a 0 dal Milan). I granata finirono al settimo posto, con lo scudetto che andò al Bologna. I derby seguirono l'andamento della squadra di Novo: all'andata finì 2 a 0 per il Toro mentre al ritorno fu ancora Gabetto decisivo per i bianconeri (2 a 1). Anche in Coppa Italia la situazione non fu migliore con i piemontesi eliminati in semifinale dalla Roma.

Ferruccio Novo con Valentino Mazzola

L'estate del 1941 fu decisiva. Ferruccio Novo portò al Toro gli attaccanti bianconeri Felice Placido Borel e Guglielmo Gabetto, arrivarono le ali Romeo Menti e Pietro Ferraris (rispettivamente da Fiorentina e Ambrosiana-Inter). Borel fu condizionato da un infortunio al ginocchio mentre per Gabetto si trattò in realtà di un ritorno: lui era un ex Balon Boys e nonostante fosse nato e cresciuto con i colori bianconeri addosso diventò presto un beniamino per i tifosi del Toro, sia per quanto fatto sul campo che per le sue "avventure" extra calcistiche. Dal Brescia arrivò il giovane difensore Mario Rigamonti, per 18.000 lire. In panchina tornò Kutik al posto di Cargnelli per un Toro improntato all'attacco. Diversamente dai campionati precedenti, il Toro non partì forte (perse anche il derby per 3 a 0), ma verso la metà del campionato iniziò a ingranare. Erano i frutti del cambiamento nel modo di giocare del Torino, dal metodo al sistema. L'undici si posizionò in campo con il "WM" al posto del classico sistema piramidale. La sconfitta per 3 a 1 con il Venezia fu l'occasione per Novo di continuare il grande progetto, facendo arrivare due fondamentali pedine per il futuro: Valentino Mazzola ed Ezio Loik. Costo totale dell'operazione: 1.200.000 lire, una cifra immensa per l'epoca. Loik era una classica mezz'ala mentre il lombardo Mazzola regista, uomo assist e capitano vincente. Era lui a comandare in campo e fuori i ragazzi di Novo, bastava un suo cenno per cambiare l'atteggiamento. È entrato nella storia il suo "rimboccarsi le maniche" nel famoso Quarto d'ora granata. Lo scudetto andò alla Roma, il primo della sua storia, con il Toro che chiuse al secondo posto. In Coppa Italia i granata vennero invece eliminati ai sedicesimi di finale dal Venezia.

### Stagione 1942-1943

Ferruccio Novo con Giuseppe Grezar

Il Toro era a un passo da diventare grande. L'arrivo di Giuseppe Grezar dalla Triestina per 250.000 lire consegnò a Mazzola un mediano instancabile. La stagione iniziò con una vittoria sulla Juventus per 5 a 2 (Menti, Menti, Ferraris, Loik, Mazzola) che aprì la strada ai granata. Anche al ritorno i bianconeri si dovettero arrendere per 3 a 0 a quella che stava per diventare una squadra leggendaria: il Torino vinse il suo secondo scudetto grazie anche a un filotto di sette vittorie consecutive e alla vittoria decisiva contro il Bari. Lasciò la squadra invece Osvaldo Ferrini, bandiera granata negli anni addietro.
La formazione tipo era: Bodoira, Piacentini, Ferrini, Gallea, Ellena, Grezar, Menti, Loik, Gabetto, Mazzola, Ferraris II
In Coppa Italia arrivò il bis grazie alla vittoria in finale per 4 a 0 sul Venezia.

### I campionati e la guerra
Nella stagione 1943-1944 l'Italia, dilaniata dalla guerra, era divisa in due. Questo non permise il regolare svolgimento del torneo: venne organizzato il Campionato di Guerra Alta Italia, senza lo scudetto in palio. Un modo per nascondere quello che stava accadendo, in attesa di poter tornare a disputare il campionato regolarmente. Al Toro (che cambiò denominazione in Torino FIAT evitando ai calciatori la chiamata alle armi, facendoli passare per operai della fabbrica) arrivò Silvio Piola (futuro capocannoniere di tutti i tempi della Serie A) che trovandosi a Nord della Linea Gotica l'8 settembre e non potendo tornare a Roma per giocare con la Lazio, si accasò ai granata. Menti era al Milan, Grezar partecipò al torneo giuliano. Il Toro vinse comunque il suo girone approdando alla fase finale a 3 con Venezia e Vigili del Fuoco Spezia. I granata persero contro quest'ultimi, spianandogli la strada verso la vittoria. Da considerare come 10 giocatori del Torino giocarono nello stesso periodo anche per un'altra squadra, la rappresentativa regionale del Piemonte e consumando quindi energie su due fronti, furono svantaggiati.
Per la stagione 1944-1945, nonostante alcuni tentativi di organizzare qualche torneo, si optò per il fermo dei campionati. Vennero disputate solo alcune partite tra rappresentative regionali. Il Torino, che era ancora Campiona d'Italia in carica, non partecipò per il suo secondo anno consecutivo a un torneo valevole per lo Scudetto.

### Stagione 1945-1946

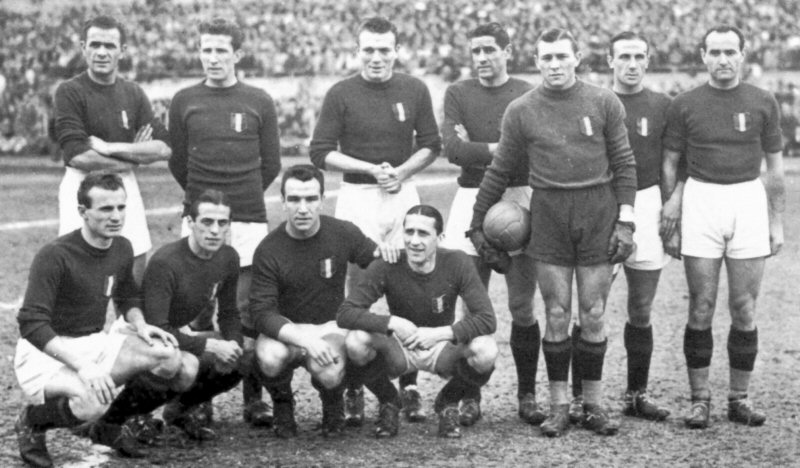
Una formazione del Grande Torino 1945-1946

L'Italia liberata venne ancora divisa in due campionati: Alta Italia e Centro Sud. Novo, dopo aver acquistato giocatori per il reparto offensivo, si concentrò sulla difesa: arrivarono il portiere Bacigalupo dal Savona e i terzini Maroso e Ballarin. Per aggiudicarsi quest'ultimo Novo sborsò 1.500.000 lire, soffiandolo all'Inter e al Bologna. Il Grande Torino si poteva ormai dire completo. Maroso, l'elemento con più talento della squadra dopo Mazzola, faceva dell'anticipo sull'avversario e la ripartenza le sue doti migliori. Arrivò anche il mediano Castigliano, per 600.000 lire, autore di 20 gol alla prima stagione in granata. L'inizio della stagione non fu dei migliori con il Toro sconfitto nel derby per mano dell' "ex" Piola. Fu l'unico passo falso: il Toro si qualificò per la fase finale con Juventus, Milan, Inter, Napoli, Roma, Pro Livorno e Bari. Alla prima giornata i granata segnarono 6 gol in 30 minuti alla Roma (la partita terminò poi 7 a 0 per i piemontesi). Arrivarono poi 4 vittorie consecutive, senza subire alcun gol, fino al derby d'andata dove fu ancora Piola a condannare il Toro, segnando su rigore. Al ritorno, nella partita decisiva per lo scudetto, furono i granata a vincere il derby per 1 a 0, con gol di Gabetto. All'ultima giornata la Juventus venne bloccata dal Napoli sull'1 a 1 mentre il Torino superò per 9 a 1 la Pro Livorno, vincendo il terzo scudetto.
Formazione tipo: Bacigalupo, Ballarin, Maroso, Grezar, Rigamonti, Castigliano, Ossola, Loik, Gabetto, Mazzola, Ferraris II
La Coppa Italia non venne invece disputata per motivi organizzativi.

### Stagione 1946-1947

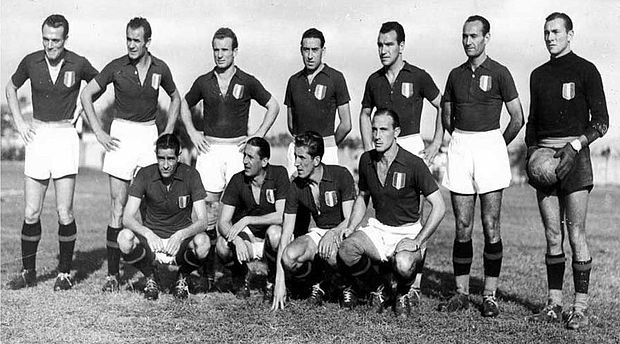
Una formazione del Grande Torino 1946-1947

In questa stagione tornò il girone unico con 20 squadre e il Torino fu assoluto protagonista. Arrivarono altri rinforzi: Francesco Rosetta, Danilo Martelli e il portiere di riserva Dante Piani. Il Toro partì subito forte con sei vittorie consecutive. Anche il Bologna, che all'ottava giornata ancora non aveva subito reti, fu costretto a soccombere al Filadelfia con le reti di Castigliano, Ossola, Ferraris e Loik. Nel girone di ritorno il Toro raccolse 34 dei 38 punti possibili, andando dritto verso la vittoria del quarto scudetto. I granata terminarono il campionato con il risultato record di 16 partite utili consecutive (di cui 14 vittorie).

### Stagione 1947-1948

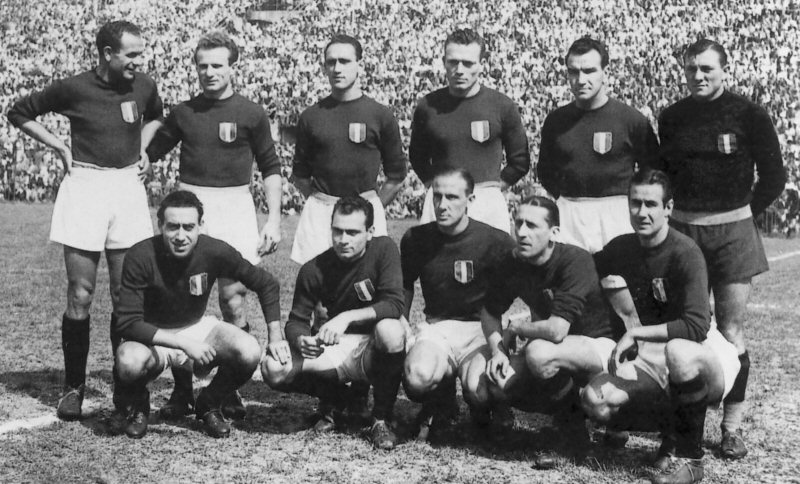
Una formazione del Grande Torino 1947-1948

Il campionato fu caratterizzato dalla presenza di 21 squadre, successivamente al recupero della Triestina. Rientrò, dopo le persecuzioni razziali, il tecnico Egri Erbstein. Novo portò in granata Sauro Tomà come vice Maroso. Il Toro concluse molte partite in goleada (7 gol alla Roma e alla Salernitana, 6 alla Triestina e 5 all'Inter). I derby, invece, terminarono entrambi 1 a 1. La Juventus finì seconda, a 16 punti dai granata: un distacco record. Anche i 125 gol segnati, 50 in più di Milan e Juve, destarono scalpore. Il Torino vinse così il suo quarto scudetto consecutivo, il quinto complessivamente.

### Stagione 1948-1949

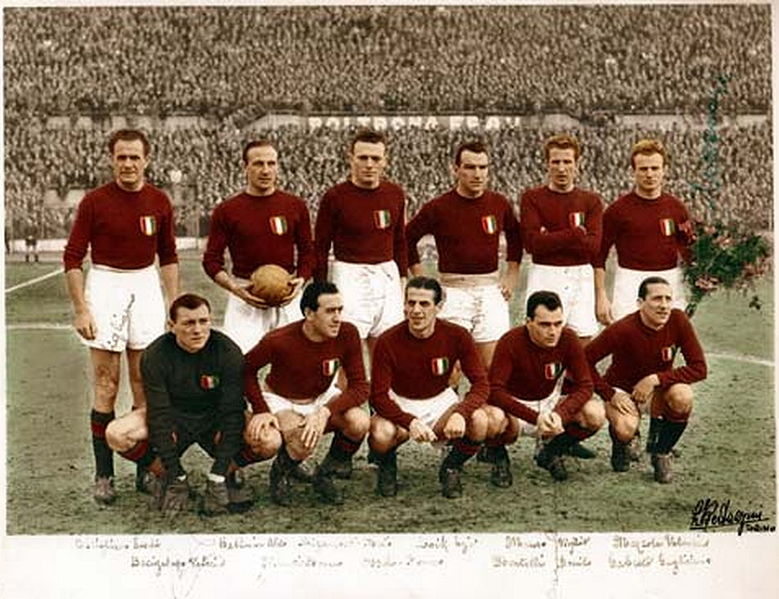
Il Grande Torino nel 1948-1949.

In questa stagione la squadra subì qualche modifica: Ferraris II passò al Novara e venne "rimpiazzato" nel ruolo da Ossola. Novo decise inoltre di aggiungere alla rosa il portiere Dino Ballarin (fratello di Aldo), il terzino Piero Operto e il mediano Rubens Fadini. Al termine del girone d'andata il Torino conduceva con il Genoa, seguito in classifica dall'Inter e il Milan. Nel girone di ritorno i granata cambiarono passo, sconfissero la Juve nel derby per 3 a 1, ma qualche pareggio di troppo ridusse la distanza dalle inseguitrici. L'incontro decisivo si giocò a Milano, contro l'Inter, ma per celebrare la carriera di Francisco Josè Ferreira il Toro fu chiamato a disputare un'amichevole contro il Benfica.
Alla partita decisiva con l'Inter non presero parte Mazzola, Maroso e Grezar. Subert (il sostituto di Mazzola) risultò essere il peggiore in campo, ma i granata nonostante le assenze riuscirono a strappare un pareggio (con parata decisiva di Bacigalupo). Il Toro conduceva con 4 punti a 4 partite rimanenti. Domenica 1 maggio il Torino atterrò a Lisbona. Con il Grande Torino erano presenti anche alcune riserve e giovani, contenti di poter far parte dell'evento. Bacigalupo decise di cedere il suo posto sull'aereo e sulla panchina al fratello di Aldo, Dino Ballarin (portiere di riserva). La partita era un'amichevole celebrativa e per questo c'era un clima di festa a Lisbona. Bacigalupo, Mazzola e Gabetto furono ospiti del sindaco della capitale. La formazione era quella tipica del Grande Torino: Bacigalupo, Martelli, Grezar, Rigamonti, Castigliano, Menti, Loik, Mazzola, Ossola, Gabetto. Unico assente fu Maroso, sostituito da Martelli. Davanti a 40.000 spettatori la partita terminò a 4 a 3 per il Benfica, un risultato annunciato e grande festa fu per Ferreira. Il 4 maggio 1949 alle 17.01 l'aereo G-212 che stava riportando la squadra a Torino si schiantò a Superga. Perirono tutti i giocatori, giornalisti e membri dell'equipaggio. Il Toro terminò il campionato con la Primavera e lo stesso fecero Genoa, Fiorentina, Palermo e Sampdoria, in segno di rispetto.
Ai funerali il 6 maggio 1949 furono presenti più di 500.000 persone per rendere omaggio ai caduti. 

Il presidente della Federcalcio Ottorino Barassi, alzando il trofeo e rivolgendosi a Mazzola affermò.
(Ottorino Barassi)

## Anni 1950: crisi finanziaria e decadenza

### Gli ultimi anni di Novo

Giuseppe Marchetto prese parte alle 4 partite del Torino dopo la Tragedia di Superga.

Il Toro si ritrovò a difendere lo Scudetto senza poter schierare alcun giocatore del Grande Torino, eccetto Sauro Tomà e il portiere di riserva Renato Gandolfi, che non partecipando alla trasferta di Lisbona, si salvarono miracolosamente dalla Tragedia. Giuseppe Marchetto (uno dei ragazzi del settore giovanile che giocarono le ultime 4 partite della stagione precedente) ricordò in seguito: 
(Giuseppe Marchetto)

Novo cercò di ricostruire una squadra competitiva, ma acquistò diversi giocatori senza informarsi troppo poiché preoccupato di avere un gruppo di calciatori completo in tempo. Arrivarono così Hjalmarsson (infortunato) e Bengtsson che faticò a entrare negli schemi di gioco. Novo acquistò anche un ottimo elemento come Benjamín Santos. Bengsston invece venne poi ceduto. Sempre Marchetto sulle scelte di Novo ricordò: 
(Giuseppe Marchetto)
Il bilancio del Torino – già alla vigilia di Superga caratterizzato da un deficit di 100 milioni di lire, ma compensato dal parco giocatori – si aggravò. Molte squadre decisero così di aiutare il Torino a livello economico, dando origine a dei gemellaggi tutt'oggi esistenti. Il River Plate sbarcò a Torino con l'intenzione di disputare un'amichevole come raccolta fondi. Il River, che aveva vinto 6 volte il campionato argentino ed era quindi una realtà del calcio mondiale (basti pensare alla presenza dell'attaccante Alfredo Di Stéfano), sfidò il Torino Simbolo: la partita terminò 2 a 2, con la consegna al presidente Liberti di una targa d'argento da parte di Novo con su incise le parole: Cordium consensus vitam parit novellam (Il consenso dei cuori prepara il rinnovarsi della vita). Col Torino dovette ripartire anche la Nazionale di calcio dell'Italia, che molto aveva preso dall'undici granata negli anni '40.

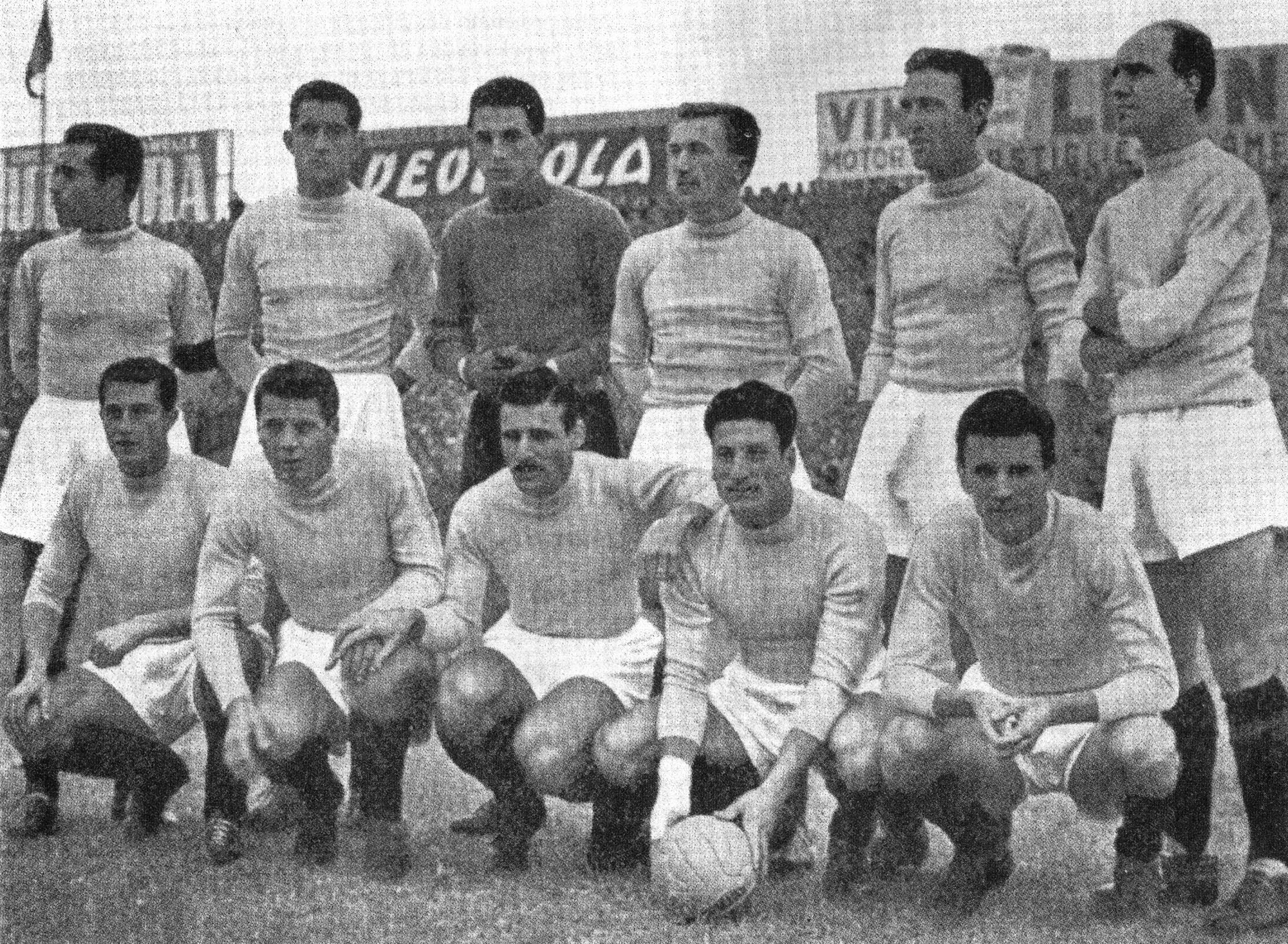
Il Torino stagione 1951-1952.

Nella stagione 1950-1951 il Toro si ritrovò a lottare per la salvezza, dopo aver per anni detenuto lo scudetto. Un sussulto arrivò alla penultima di campionato contro l'Inter: Carapellese e compagni sconfissero i nerazzurri al Filadelfia per 2-1, contribuendo alla vittoria dello scudetto da parte del Milan di Gunnar Nordahl. Con la retrocessione in B di Genoa e Roma il Toro si salvò, ma fu solo l'inizio di un periodo di estrema sofferenza per i granata.
La stagione successiva vide il Torino ancora interessato alla salvezza. Le retrocessioni infatti passarono da 2 a 3 e i mancati investimenti –complice anche la crisi finanziaria del club – non consentirono al Toro di star tranquillo. Il brasiliano Yeso Amalfi, arrivato dal Nizza, non riuscì a spostare le sorti dei granata, che si salvarono soffrendo ancor più dell'anno precedente.
Nella stagione 1952-1953 il Torino riuscì ancora salvarsi, seppur con difficoltà, nonostante gli innesti di Horst Buhtz e Luigi Moltrasio. I granata terminarono a metà classifica. Questi anni furono caratterizzati dall'estremo (e vano) tentativo di Novo di ricostruire il Grande Torino.

### L'addio di Novo e la retrocessione
La stagione 1953-1954 non fu particolarmente diversa dalle precedenti, con l'allenatore (l'inglese Jesse Carver) che decise di dimettersi dopo 7 giornate a causa degli scarsi acquisti. Venne varata da Novo la finanziaria Torino Sport, per sostenere la società. Voci di mercato parlarono di un arrivo di Alfredo Di Stéfano, ma erano solo illusioni: nemmeno l'acquistato Spikoski riuscì a giocare in maglia granata per il veto Andreotti sul numero degli stranieri. Da segnalare come a settembre del 1953 Novo, stanco ormai delle discussioni in società e ormai rassegnato, decise di dimettersi. Finì qui il ciclo del Grande Torino, con l'addio di colui che lo iniziò. Assunse la carica di presidenza un comitato formato da Lora-Totino, Costa, Gay, Colonna e Colomba (che furono a favore della Torino Sport). La squadra fu affidata ancora a Ussello, ma era ormai vicino l'arrivo di Annibale Frossi, il dottor sottile. Il Torino concluse la stagione al nono posto, con Buhtz capocannoniere della squadra (11 reti).
La stagione 1954-1955 fu caratterizzata dai soliti problemi finanziari, con il Torino costretto a cedere giocatori per sanare il debito. Lasciarono la squadra Luigi Giuliano, ultimo resto del Grande Torino (giocò anche in prima squadra e fu il capitano nelle ultime 4 partite nel 1949) che andò alla Roma insieme a Boscolo. Nay e Soldan furono ceduti invece alla Triestina. Contrariamente alle stagioni passate, i sostituti furono all'altezza: arrivarono il mediano Enzo Bearzot e l'attaccante Giancarlo Bacci. In questa annata la squadra soffrì meno rispetto alle precedenti, senza essere mai troppo immischiata nella lotta salvezza. Il Toro terminò ancora al nono posto, l'Udinese retrocesse per una "combine" avvenuta nel campionato 1952-53.
La stagione 1955-1956 non vide il Torino stravolgere l'organico. Arrivarono alcuni protagonisti dalla serie B (Vincenzo Rigamonti, Ivo Brancaleoni e Piero Cazzaniga), ma furono Bearzot e Buhtz (10 reti al termine della competizione) i veri trascinatori della squadra. L'allenatore era sempre Frossi. I granata partirono forte e al termine del girone d'andata erano addirittura terzi, dietro a Fiorentina e Milan. Le critiche arrivate a Frossi per il suo modulo troppo incentrato sulla difesa mandarono però in confusione il Torino, che nel girone di ritorno raccolse solo 12 punti (contro i 21 dell'andata). Il Toro concluse all'ormai consueto nono posto (terzo anno di fila). Al termine della stagione Frossi decise di lasciare la guida tecnica (andò all'Inter) e al suo posto arrivò Fioravante Baldi.

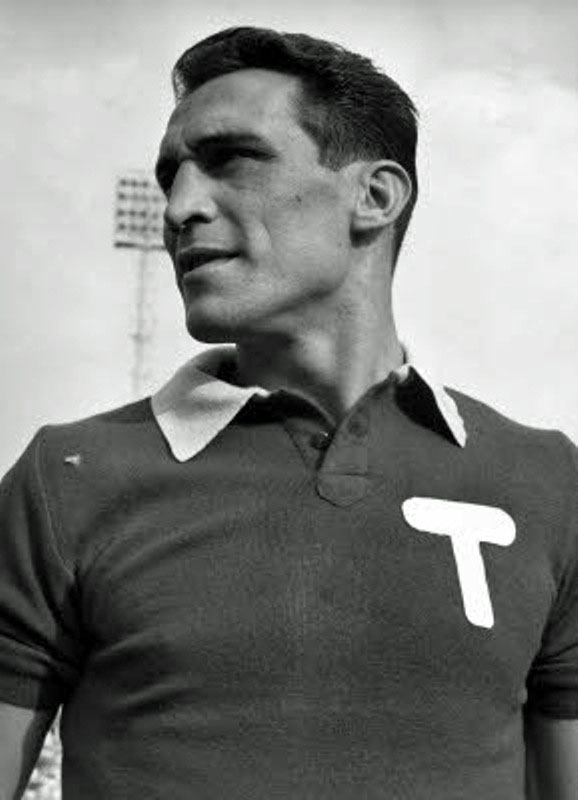
Enzo Bearzot al Torino nella stagione 1958-59. Si noti la "T" sulla maglia, dovuta all'abbinamento pubblicitario con la Talmone.

La stagione 1956-1957 iniziò con uno stravolgimento della squadra. Lasciarono il Toro due pilastri delle passate stagioni: Bearzot (all'Inter) e l'ormai vecchio Buhtz (allo Zurigo). Arrivarono tre sudamericani: Dionisio Arce, Juan Carlos Tacchi e Eduardo Ricagni. Dal Napoli giunse anche l'acciaccato Hasse Jeppson, il cui contributo nel girone di ritorno fu notevole. La squadra, seppur un po' vecchia (con un solo under 30, Tacchi) ebbe due volti: all'andata fu disastrosa (12 punti), al ritorno quasi favolosa (23 punti). Al termine del girone d'andata (con i granata ultimi in classifica), il Comitato si dimetteva per lasciar posto a Lora-Totino. Dopo pochi giorni la società passò al duo Rubatto-Colonna. Il Toro terminò al quinto posto con Gino Armano capocannoniere della squadra (12 gol). I sudamericani Arce, Tacchi e Ricagni conclusero rispettivamente con 7, 8 e 5 gol. La squadra fu allenata nel girone di ritorno da Blagoje Marjanović. Per la prima volta dopo Superga, il Toro si lasciò alle spalle la Juventus in classifica (pareggio nel derby d'andata, vittoria per 4-1 in quello di ritorno al Filadelfia).
La stagione 1957-1958 iniziò con un cambiamento al vertice societario: Colonna lasciò e Mario Rubatto divenne presidente della società. La situazione finanziaria era sempre pessima e Rubatto decise di vendere Romano Fogli al Bologna, da cui prelevò il francese Antoine Bonifaci in cambio di Luigi Bodi. Lasciò inoltre libero Jeppson mentre colse al volo la possibilità di far rientrare Bearzot. La squadra però era sempre vecchia e fece fatica inizialmente a ingranare (solo 7 punti dopo 11 giornate). Risalì però lentamente fino a piazzarsi al settimo posto al termine del campionato, dominato da una Juventus che volle riscattare la pessima annata 56-57.

Giorgio Ferrini, bandiera granata, giocò la sua prima stagione con il Torino nel campionato di Serie B 1959-1960

La stagione 1958-1959 segnò una svolta "epocale" per il Torino. Rubatto si fece promotore di una sponsorizzazione con la Talmone, in cambio di un contributo di 55 milioni di lire annuo(35 in caso di retrocessione). Inoltre il Toro lasciò il Filadelfia per il Comunale. L'offerta che arrivò dal Comune di Torino, attraverso il sindaco Peyron, concedeva un contributo a fondo perduto di 75 milioni. Questi, aggiunti a quelli incassati dalla Talmone, permisero alle casse del Torino di respirare. I tifosi però protestarono, considerando questo gesto oltraggioso nei confronti della storia granata. Sulla maglia granata venne aggiunta anche una "T", a sottolineare la sponsorizzazione con la Talmone. Gianfranco Petris e Sergio Castelletti vennero ceduti alla Fiorentina in cambio di Giuseppe Virgili e 100 milioni di lire. La società cambiò inoltre il nome in Talmone Torino, per un triennio. Il campionato fu un disastro, con il Torino retrocesso per la prima volta nella sua storia. Capocannoniere della squadra fu Virgili con 10 reti. In porta giocò Lido Vieri, futura bandiera granata.
La stagione 1959-1960 vide il Torino giocare per la prima volta nella sua storia in una categoria inferiore a quella dei cugini bianconeri. Nonostante l'umiliazione subita, i tifosi accettarono la realtà dei fatti e supportarono la squadra durante il campionato. Scomparve la "T" della Talmone, per scaramanzia, ma anche per evitare nuove polemiche in una stagione che per il Torino aveva un solo risultato possibile: la promozione. Il Toro tornò a giocare al Filadelfia, ristrutturato. La prima preoccupazione della società fu quella di ringiovanire la squadra, perciò gli unici veterani tenuti furono il capitano Bearzot, Giuseppe Farina e Lino Grava. Rientrò da un prestito inoltre un giovane promettente, futuro simbolo del Torino e giocatore con più presenze in assoluto con la maglia granata: Giorgio Ferrini. La squadra durante il campionato non scese mai al di sotto del terzo posto (ultimo utile per la promozione). Con 26 punti all'andate e 25 al ritorno, i granata terminarono al primo posto, con Virgili ancora capocannoniere del Torino (20 reti).

## Anni 1960: la ricostruzione

### Il ritorno in Serie A e la stagione di Law e Baker

L'inglese Joe Baker, al Torino nella stagione 1961-1962

La stagione 1960-1961 fu caratterizzata da problemi societari e la solita incapacità di allestire una squadra in grado di competere. Il protagonista del ritorno in serie A, Giuseppe Virgili, venne ceduto al Bari. Arrivarono in granata il difensore Luciano Buzzacchera, il mediano Costanzo Balleri e l'ala, in prestito dal Milan, Giancarlo Danova. La squadra fu affidata a Benjamín Santos e il campionato fu una sofferenza continua per i tifosi del Toro. La salvezza matematica arrivò soltanto all'ultima giornata, grazie anche ai 5 punti raccolti su 6 nelle ultime 3 partite. Grave errore si dimostrò la vendita dell'attaccante Virgili (autore di 20 gol nella stagione in B e 10 in quella della retrocessione); ai granata mancò soprattutto un finalizzatore. Il Toro terminò al dodicesimo posto con Danova e Italo Mazzero entrambi a quota 5 reti. In Coppa Italia il Torino raggiunse il quarto posto mentre venne eliminato nella prima fase della Coppa Mitropa.

La stagione 1961-1962 vide l'arrivo dalla Gran Bretagna di due autentici fuoriclasse: lo scozzese Denis Law (dal Manchester City) e l'inglese Joe Baker (dall'Hibernian). Il doppio colpo costò la cifra record di 400 milioni di lire, un impegno finanziario incredibile che i due giocatori giustificarono ampiamente sul campo, facendo infiammare i tifosi granata. Gigi Peronace, dirigente del Torino e responsabile dell'operazione, parlò così dell'arrivo dei due talenti d'oltremanica.
(Gigi Peronace,)

Il Torino 1961-1962

Alla fine del girone d'andata il Toro era secondo, ad un solo punto dall'Inter capolista. Poi, però, avvenne un episodio che cambiò le sorti del campionato fin lì ottimo del Torino; i due britannici erano tanto talentuosi in campo quanto spericolati fuori: a Roma, dopo una gara, litigarono con dei giornalisti, mentre la notte dell'8 febbraio si schiantarono al volante di una Giulietta Sprint su un palo della luce di Lungo Po Diaz. I due uscirono malconci dall'incidente: stagione finita per Baker (7 gol) e oltre un mese di stop per Law (10 reti). Il Toro concluse al settimo posto, davanti alla Juventus (dodicesima con un punto nelle ultime 10 partite). Alla fine della stagione i granata parteciparono alla Coppa dell'Amicizia italo-franco-svizzera, raggiungendo la finale (poi persa con il Lens). Una stagione che sarebbe potuta essere grande finì, invece, in malo modo.
La stagione 1962-1963, persi i due britannici (che "mal sopportavano una certa disciplina", affermò in seguito Peronace), obbligò il Torino a ripiegare su altri giocatori. Arrivò un altro inglese (dall'Inter, che aveva problemi sul numero di stranieri in squadra), l'attaccante Gerry Hitchens (in cambio di Beniamino Di Giacomo). Arrivarono anche l'ala Giancarlo Danova e il mediano Amilcare Ferretti. Il girone d'andata non fu dei migliori mentre una buona ripresa permise ai granata di terminare all'ottavo posto. Miglior marcatore della squadra fu Hitchens con 11 reti.

### L'arrivo di Orfeo Pianelli e Nereo Rocco

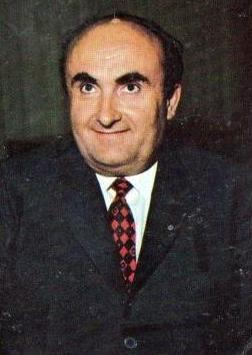
Orfeo Pianelli

Nella stagione 1963-1964 Orfeo Pianelli assunse il controllo della società così, dopo un periodo in cui si alternarono Comitato di Reggenza ed Esecutivi d'Emergenza, il Torino ebbe finalmente un presidente in grado di garantire stabilità. Andavano di moda nomi "esotici" in questi anni al Torino, anche se diversi di questi non riuscirono a sfondare nel nostro campionato. A Torino approdarono perfetti sconosciuti come Diego Arizaga. Alla sua presentazione rimasero tutti scioccati: di fronte avevano un uomo grasso, privo di una qualsiasi immagine atletica. Il direttore tecnico Ostreicher gli disse: "Salta, Diego, Salta". Lui cercò goffamente di improvvisare e poco dopo il direttore affermò alla stampa che quei chili di troppo sarebbero scomparsi, con Arizaga che sarebbe diventato più forte di Baker. Ben presto però si accorse del suo reale valore e il giocatore venne mandato a Catania (con lo stipendio pagato dai granata). Pianelli non fu contento ed ebbe violenti scontri verbali in sede di consiglio a causa dei "bidoni" che gli stavano facendo comprare. Ma Arizaga non fu l'ultimo: arrivò sotto consiglio del ragionier Vola Steve Mokone, il "Pelè Sudafricano". Il giocatore entrò ben presto nelle burle dei tifosi e dei giornali, più interessati a scovare presunte relazioni tra la moglie del calciatore e i dirigenti del Toro. Pianelli (nel '62 presidente della Finanziaria) decise così di intervenire in prima persona comprando il Torino: 
(Orfeo Pianelli)

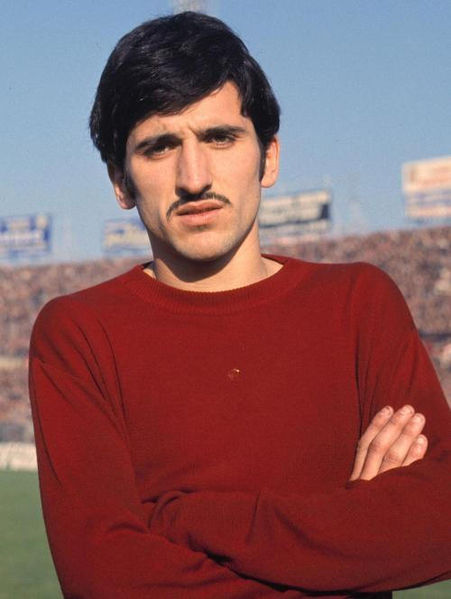
Gigi Meroni al Torino

Ventiquattro ore dopo Pianelli divenne presidente del Torino, trovandosi una situazione finanziaria terribile. Arrivò per la stagione 63-64 anche Nereo Rocco (detto "paron"), fresco vincitore della Coppa dei Campioni con il Milan. L'ossatura della squadra rimase la stessa, ma si aggiunsero anche Giorgio Puia e il regista Giambattista Moschino, dalla Lazio. Fu una stagione tranquilla per il Torino con una partenza in sordina per poi riprendersi a campionato avanzato. Nelle ultime 14 gare arrivò solo una sconfitta (in casa contro la Fiorentina). Il Toro concluse al settimo posto il primo anno di Pianelli e Rocco, perdendo la finale di Coppa Italia contro la Roma.
Nella stagione 1964-1965, dopo un anno di transizione, Pianelli decise di intervenire sul mercato per un Toro dalle grandi ambizioni. Arrivò dal Genoa il talentuoso Luigi Meroni e Luigi Simoni dal Mantova. Il Toro, completo in molti reparti, disputò un'ottima stagione, con 20 punti raccolti nel girone d'andata e 24 al ritorno. Finì terzo, miglior risultato dopo Superga. Anche in Europa il Torino non sfigurò, raggiungendo la semifinale di Coppa delle Coppe. I migliori marcatori della stagione furono Ferrini e Simoni, entrambi 10 reti.

Una formazione del Torino 1965-1966

La stagione 1965-1966 iniziò sulla carta con l'intenzione di migliorare l'anno precedente. Arrivarono gli attaccanti Alberto Orlando (capocannoniere l'anno precedente con 17 gol in maglia viola) e Jürgen Schütz dalla Roma. La stagione fu però deludente, con uno 0-4 subito a Milano dall'Inter che fece capire ai granata come fossero ancora lontani dal poter competere ad alti livelli. Il Toro terminò la stagione al decimo posto, con Meroni capocannoniere a quota 7 reti. I due attaccanti arrivati nel mercato non riuscirono a incidere (complessivamente segnarono solo 8 gol). La stagione non andò meglio in Europa dove il Toro fu eliminato subito dal Leeds Utd in Coppa delle Fiere.
La stagione 1966-1967 mostrava sempre un Torino, sebbene guidato da Pianelli, con diversi problemi di natura economica; per migliorare la situazione Roberto Rosato venne venduto al Milan. Rocco lo fece rimpiazzare dalla trentaquattrenne bandiera del Milan Cesare Maldini. Lasciarono il Torino anche i due deludenti attaccanti della passata stagione, Schultz e Orlando. Al loro posto arrivarono l'argentino Nestor Combin e Carlo Facchin. Il campionato subì una riduzione del numero delle squadre, passate da 18 a 16. Il Toro terminò un campionato giocato prettamente in difesa (ben 18 pareggi) al settimo posto, con ancora Meroni capocannoniere della squadra (9 gol). A stagione conclusa Rocco lasciò il Torino, tornando al Milan dopo divergenze con società e tifosi.

### L'addio di Rocco e la vittoria della Coppa Italia 1967-1968

Una formazione del Torino del 1967-1968, settimo classificato e vincitore della Coppa Italia.

La stagione 1967-1968 del Torino fu affidata a Edmondo Fabbri, allenatore della Nazionale italiana per un quadriennio. Arrivò al Toro il giovane Aldo Agroppi, precedentemente in prestito al Potenza. Agroppi diventerà un giocatore molto amato dai tifosi, sia per la sua grinta sia per l'attaccamento alla maglia. La stagione fu però parecchio agitata per i sostenitori granata, che temevano una cessione di Meroni (detto "Calimero") ai cugini bianconeri. Quando i giornali pubblicarono la notizia che ormai Meroni si poteva considerare un giocatore bianconero, per le strade di Torino si scatenò la rivolta. Gino Trabaldo raccontò come vennero stampati in fretta dei volantini, piuttosto violenti, che vennero usati per manifestare sotto la casa di Agnelli (per convincerlo a bloccare la trattativa). Alla fine funzionò e Meroni non venne venduto alla Juventus per la cifra record di 700 milioni di lire, ma passò ai bianconeri Luigi Simoni. La stagione calcistica fu positiva; il Toro terminò al 7º posto e vinse la Coppa Italia. I successi saranno però offuscati dalla morte di Meroni, avvenuta la sera del 15 ottobre 1967 davanti a casa sua, in corso Re Umberto I. Pochi giorni dopo il Torino vinse per 4-0 il derby in casa della Juventus (con tripletta di Nestor Combin e gol di Alberto Carelli), una partita dal forte valore simbolico. Anche il derby di ritorno venne vinto dal Toro, questa volta per 2-1. Capocannoniere dei granata fu Combin con 13 gol.

Nestor Combin al Torino nella stagione 1967-1968.

La stagione 1968-1969 vide l'arrivo del giovane Emiliano Mondonico (futuro allenatore granata), per il resto Fabbri confermò l'organico che fece bene l'anno precedente. Agroppi crebbe di importanza nella squadra e con il capitano Giorgio Ferrini formava un duo difficile da superare a centrocampo. I granata conclusero al sesto posto, il campionato venne vinto invece dalla Fiorentina (secondo titolo). In Coppa delle Coppe il Toro venne eliminato dallo Slovan Bratislava ai quarti di finale. La stagione ebbe però il merito di essere la prima di Paolo Pulici, un diciottenne prelevato dal Legnano per 1 milione di lire. Pianelli ne acquistò anche la comproprietà, per 9 milioni. Concluse la stagione con 6 presenze e 1 gol.
Nella stagione 1969-1970 avvenne un cambio in panchina: Fabbri passò al Bologna e venne chiamato da Pianelli il tecnico Giancarlo Cadè. Il portiere Lido Vieri fu ceduto all'Inter mentre passò ai granata un giovane brianzolo che assumerà un ruolo molto importante in futuro: Claudio Sala. Ci fu l'addio anche di Combin i cui atteggiamenti non sempre esemplari fuori dal campo ne avevano condizionato il rendimento nella passata stagione (chiusa con solo 7 reti). La stagione fu tranquilla, senza particolari ambizioni; il Toro finì al settimo posto, con Pulici che rimase a secco in tutte le 24 partite giocate. Vincitore dello scudetto fu il Cagliari di Gigi Riva.

## Anni 1970: il ritorno ai vertici e la vittoria del settimo scudetto

### La vittoria della Coppa Italia 1970-1971 e il secondo posto con Giagnoni

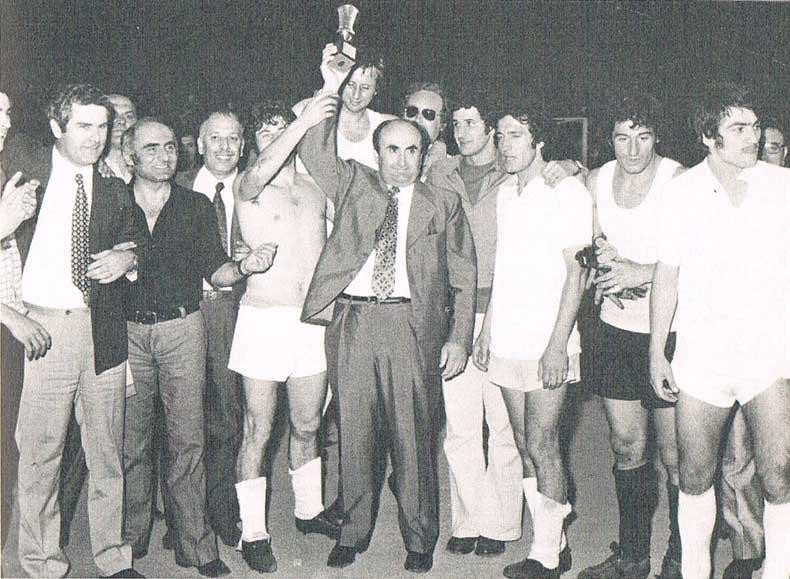
Il Presidente Pianelli festeggia la vittoria della Coppa Italia con i giocatori

La formazione della stagione 1970-1971 vide alcuni nuovi innesti, tra i quali il portiere Luciano Castellini, proveniente dal Monza, e Gianni Bui, proveniente invece dal Verona. Il campionato iniziò subito con un pareggio, al Comunale, contro il Foggia; a questo seguì una preziosa vittoria nel derby con la Juventus per 2-1. Tuttavia, con il proseguire della stagione, il Toro collezionò sempre meno punti, concludendo la competizione all'ottavo posto. I granata ebbero miglior fortuna in Coppa Italia, riuscendo ad arrivare fino allo spareggio finale con il Milan e ad aggiudicarsi il trofeo ai calci di rigore. Il Toro fu molto attivo anche in ambito internazionale: partecipò alla Coppa Mitropa (venendo eliminato agli ottavi dal MTK Budapest) e alla Coppa Italo-Inglese, rimediando però due sconfitte da parte del Tottenham.
La stagione 1971-1972 vide l'arrivo nella panchina granata di Gustavo Giagnoni, seguito dall'ala Giovanni Toschi: entrambi infatti provenivano dal Mantova. Il campionato fu caratterizzato da un Toro stabilmente nella parte alta della classifica; i granata tuttavia conclusero in seconda posizione, a un solo punto dalla capolista Juventus. La stagione è particolarmente ricordata dai tifosi granata per un gol fantasma che avrebbe potuto aiutare il Torino a vincere il campionato. Alla 6ª giornata di ritorno i granata erano di scena al Ferraris di Genova contro la Sampdoria: passato in vantaggio con Pulici al 6', il Torino fu rimontato e terminò il primo tempo in svantaggio per 2-1. Nella ripresa i granata pressarono i blucerchiati fino ad arrivare al contestato episodio: Agroppi colpisce di testa su cross dalla sinistra di Sala, con il pallone che pare varcare la linea di porta prima di essere spazzato via dal libero doriano Marcello Lippi. L'arbitro Barbaresco inizialmente sembrò convalidare il gol – indicando con il braccio il cerchio di centrocampo – ma dopo altri minuti di discussione la decisione definitiva fu quella di non assegnarlo. La versione ufficiale del direttore di gara fu che “il fischio comandava la rimessa dal fondo, così come il braccio indicava la direzione della ripresa del gioco”. Quarant'anni dopo Barbaresco ritornò sul contestato gol: "Pochi mesi fa su Internet ho visto un filmato molto chiaro dove le immagini sono prese in diagonale rispetto alla linea di porta. Diciamo a 30 gradi. Ovviamente non era il mio angolo di visuale quel pomeriggio, ma la sostanza non cambia. Quelle immagini dimostrano che il pallone era entrato completamente. Avevano ragione i giocatori del Toro, mi dispiace". La partita terminò 2-1 per la Sampdoria. In campo europeo il Torino riuscì ad arrivare fino ai quarti di finale di Coppa delle Coppe, venendo eliminato dagli scozzesi del Rangers.
Pupi e Ciccio, così venivano chiamati affettuosamente Paolino Pulici e Francesco Graziani, coppia offensiva del Torino dal 1973 al 1981. Il primo arrivò presto al Toro, e già a livello giovanile si fece apprezzare dai tifosi granata che lo seguivano al Filadelfia. Entrambi subirono da giovanissimi delle bocciature: Graziani, a 15 anni soprannominato Zurulittu (ramo secco), venne scartato sia dalla Roma che dalla Lazio poiché considerato troppo esile. Analogamente, Pulici non venne accettato dall'Inter.
Il Torino credette in entrambi e dopo aver portato nel capoluogo piemontese Pulici, acquistò (per 200 milioni di lire) l'attaccante romano.Graziani venne acquistato dal Toro già durante l'estate del '72, ma venne lasciato in prestito ancora un anno alla società di provenienza, l'Arezzo. I due formeranno una delle coppie più prolifiche nella storia della Serie A, segnando insieme 200 gol, più di altri famosi tandem d'attacco come quello bianconero composto da John Charles e Omar Sívori (196 gol) o quello blucerchiato formato da Gianluca Vialli e Roberto Mancini (143).
Gol segnati tra il 1973 e il 1981 (8 stagioni da 30 partite)
- Pulici: 14 - 18 - 21 - 16 - 12 - 10 - 3 - 9 | Tot. 103
- Graziani: 6 - 12 - 15 - 21 - 11 - 9 - 12 - 11 | Tot. 97

A guidare i granata la stagione successiva fu ancora Giagnoni: la squadra, trascinata da un formidabile Paolo Pulici (autore di 17 reti), nonostante un ottimo esordio di campionato (3-0 al Vicenza), concluse la competizione in sesta posizione. Peggio andò in Coppa Italia, dove il Toro uscì al primo turno, e in Coppa UEFA dove, ai trentaduesimi di finale, venne travolto 4-0 dal Las Palmas e dunque eliminato (non bastò la vittoria dei granata per 2-0 in casa).
Nuovi rinforzi arrivarono per la stagione 1973-1974: Francesco Graziani dall'Arezzo, Roberto Salvadori dall'Alessandria ed Emiliano Mascetti dal Verona. Dopo un avvio insapore (0-0 con il Cesena) e il derby perso di misura, per il Toro arrivarono importanti vittorie e, grazie a un buon girone di ritorno, i granata chiusero in quinta posizione. Come la stagione precedente, anche questa volta il Torino non andò oltre il girone eliminatorio di Coppa Italia. Riguardo invece alle competizioni internazionali, i granata parteciparono al Torneo Anglo-Italiano, rimediando tuttavia solo due pareggi e due sconfitte, e alla Coppa UEFA, uscendo ai trentaduesimi di finali per mano della Lokomotiv Lipsia. 
Per la stagione 1974-1975, il presidente Pianelli richiamò in granata Zaccarelli e acquistò il difensore Nello Santin dalla Sampdoria. Inoltre, a guidare la squadra vi era Edmondo Fabbri, il quale aveva rimpiazzato Giagnoni già durante la precedente stagione. La competizione partì subito positivamente per i granata, i quali vinsero per 1-0 contro la Roma e proseguirono egregiamente, trainati dai gemelli del gol Pulici e Graziani (autori, nel complesso, al termine della stagione, di 30 reti). I granata collezionarono inoltre una vittoria e un pareggio nel derby, concludendo la stagione al sesto posto. Il Toro infine riuscì a giungere al Girone Finale di Coppa Italia, mentre uscì ai trentaduesimi di finale di Coppa UEFA, in seguito alla sconfitta per 3-1 rimediata contro i tedeschi del Fortuna Düsseldorf (non bastò dunque l'1-1 dell'andata).

### Lo scudetto 1975-1976
Il campionato 1975-1976 fu indimenticabile per l'ambiente granata. In primo luogo, Luigi Radice sostituì il dimissionario Fabbri mentre Patrizio Sala, Eraldo Pecci e Vittorio Caporale rinforzarono la squadra, compensando le partenze di Fossati, Agroppi, Cereser e Mascetti. Si ritirò dal calcio giocato invece lo storico capitano granata Ferrini. Ironia della sorte, il Toro partì male la stagione, perdendo 1-0 in casa del Bologna. Quella fu una delle sole 3 sconfitte del Torino lungo tutta la competizione, con i granata continuamente lanciati all'inseguimento dei cugini della Juventus, i quali rimasero in testa fino alla 24ª giornata di campionato quando, in seguito alla sconfitta con l'Inter e la vittoria del Torino contro il Milan 2-1, vennero superati dai granata. Lo scudetto rimase in bilico tuttavia fino all'ultima giornata: il Torino, andato in vantaggio al 61' con una rete di Pulici, subì dieci minuti dopo il pareggio dell'avversario Cesena, su autogol di Mozzini, facendo restare col fiato sospeso i tifosi granata. Ma la festa fu solo rinviata di qualche minuto: infatti la Juventus non riuscì a ribaltare il risultato che la vedeva sotto di una rete contro il Perugia e ciò permise al Torino di vincere il suo settimo scudetto, ventisette anni dopo l'ultimo trionfo firmato dal Grande Torino. Fondamentali per la vittoria del tricolore furono i gemelli del gol Pulici e Graziani, i quali segnarono oltre 30 reti insieme.

Luciano Castellini al Torino, stagione 1976-1977

La stagione 1976-1977 vide Torino e Juventus contendersi il campionato fin dalle prime giornate: la formazione granata, forte dello scudetto appena vinto, non subì grandi modifiche (fra i pochi acquisti ci fu il difensore Luigi Danova). Nonostante una vittoria e un pareggio nei derby, il Torino si classificò secondo, a quota 50 punti, a una sola lunghezza dalla Juventus, che risultò dunque vincitrice. Per quanto riguarda le altre coppe, i granata non andarono oltre il Girone Eliminatorio di Coppa Italia e vennero fermati agli ottavi di finale di Coppa dei Campioni dal Borussia M'gladbach, una delle più temibili squadre europee negli anni '70.
Il Torino si presentò con praticamente la medesima formazione anche la stagione successiva (l'unico innesto fu Giuliano Terraneo), disputando complessivamente un buon campionato e piazzandosi in seconda posizione, a pari merito con il Vicenza e dietro alla Juventus. I granata raggiunsero inoltre il Girone Finale di Coppa Italia e vennero fermati agli ottavi di finale di Coppa UEFA dai francesi del Bastia.
La squadra granata che disputò il campionato 1978-1979 non si discostava tanto da quella della stagione precedente: Castellini fu ceduto al Napoli, mentre vennero acquistati Salvatore Vullo, Maurizio Iorio e Renato Copparoni. Il Toro terminò la stagione al quarto posto (con lo stesso punteggio dell'Inter), non andò oltre il Girone Eliminatorio di Coppa Italia e venne eliminato ai trentaduesimi di finale di Coppa UEFA dallo Sporting Gijón.

## Anni 1980: l'addio di Pianelli e il secondo posto in campionato

### Gli ultimi anni di Pianelli

Il Torino finalista nella Coppa Italia 1979-1980

Nella stagione 1979-1980 Radice fu esonerato a causa delle deludenti prestazioni della squadra e sostituito da Ercole Rabitti; i granata conclusero il campionato al terzo posto (d'ufficio, in seguito alla retrocessione del Milan coinvolto nello scandalo del Totonero). In Coppa Italia il Torino fu sconfitto in finale dalla Roma dopo i calci di rigore. In Coppa UEFA invece il Toro venne eliminato al primo turno dallo Stoccarda.
La stagione 1980-1981 iniziò con una novità nel campionato: le squadre potevano infatti tesserare uno straniero, dopo 15 anni di blocco. Il Toro acquistò così l'olandese Michel van de Korput dal Feyenoord. Un altro aspetto rilevante furono le penalizzazioni (5 punti) inflitte a Bologna, Perugia e Avellino per vicende legate al calcio scommesse. Tra le file granata non c'era più il poeta del gol Claudio Sala, sostituito da Vincenzo D'Amico, proveniente dalla Lazio. Dopo un ottimo girone d'andata, concluso a 3 sole lunghezze dal primo posto, il ritorno fu deludente: solo 9 punti. Rabitti si dimise e arrivò Romano Cazzaniga. La squadra scivolò però dal quarto al nono posto, senza segnare nelle ultime sette partite. Andò meglio in Coppa Italia dove i granata raggiunsero la finale (persa nuovamente ai rigori con la Roma). In Coppa UEFA il Toro venne eliminato negli ottavi di finale dal Grasshoppers, dopo aver superato il Template:Calcio RDW Molenbeek e il Magdeburgo.
La stagione 1981-1982 vide altri reduci dello scudetto lasciare il Torino: questa volta furono Pecci e Graziani. La società affidò a Massimo Giacomini la guida tecnica della squadra. Tornarono a Torino Giuseppe Dossena (dopo il prestito al Bologna) e Giacomo Ferri. Rimasero invece in granata Pulici, Zaccarelli e Salvadori. Componente importante per questa stagione fu la squadra Primavera, da cui vennero prelevati diversi giocatori. Il Toro chiuse il campionato all'ottavo posto con 27 punti. Per il terzo anno di fila i granata arrivarono in finale di Coppa Italia, uscendo ancora una volta sconfitti.

### Cambio di presidenza: arriva Sergio Rossi

Zaccarelli nel 1983

La stagione 1982-1983 iniziò con l'addio di Pianelli dopo 19 anni consecutivi come presidente del Torino (con 1 scudetto e 2 Coppe Italia conquistate). Al suo posto subentrò Sergio Rossi. Un altro addio doloroso fu quello di Pulici, bandiera granata con 172 gol in 437 presenze totali, che si accasò all'Udinese. Tanti furono i movimenti di mercato per compensare le perdite: arrivarono Franco Selvaggi, fresco vincitore del campionato mondiale di calcio 1982, l'argentino Patricio Hernández, Giancarlo Corradini, Fortunato Torrisi e Carlo Borghi. Dopo un buon inizio di stagione arrivò la sconfitta nel derby per mano di Michel Platini, che aprì un periodo poco positivo per i granata. La rivincita arrivò nel derby del girone di ritorno dove bianconeri, in vantaggio nel secondo tempo per 2-0, vennero rimontati dai granata in 3 minuti grazie ai gol di Bonesso, Dossena e Torrisi. Il derby finì 3-2 per il Torino e la vittoria dei granata pose anche fine alla striscia di 9 risultati utili consecutivi della Juventus. Il Toro concluse il campionato all'ottavo posto mentre fu eliminato in semifinale di Coppa Italia dal Verona. Selvaggi fu il miglior marcatore del Torino con 8 reti.
All'inizio della stagione 1983-1984 venne ceduto Van de Korput, che tornò in Olanda dopo 3 stagioni in granata. Arrivarono al Torino l'austriaco Walter Schachner e Domenico Caso. L'obiettivo minimo dichiarato dalla società ad inizio stagione era l'accesso alla Coppa UEFA. La partenza dei granata sembrò poter promettere anche qualcosa in più, tanto che dopo 18 giornate il Torino era secondo, a due punti dalla Juventus capolista. Nelle ultime 12 partite però il Toro raccolse solo 9 punti, scivolando al quinto posto conclusivo.

Júnior in azione con il Torino

Il fallito approdo in Europa nella stagione precedente spinse la dirigenza granata ad un cambio in panchina cosicché, per la stagione 1984-1985, tornò al Torino Gigi Radice, allenatore che godeva ancora della stima da parte dei tifosi del Toro. Diversamente dalle annate precedenti non ci furono grossi movimenti nel mercato estivo, ma un acquisto si rivelerà fondamentale per il Torino: il brasiliano Leo Júnior, bandiera del Flamengo e protagonista con la maglia verdeoro nel campionato mondiale 1982. Arrivò inoltre, in prestito dall'Inter, il giovane Aldo Serena. Con le avversarie storicamente più forti (Juventus, Roma, Inter e Milan) indebolite e a fine ciclo, per il Torino si prospettò una stagione ai vertici della classifica. Il campionato presentò però una sorpresa: il Verona di Bagnoli. Gli scaligeri, guidati da Preben Larsen, ingaggiarono per tutta la stagione un'avvincente lotta scudetto con il Toro. I granata terminarono al secondo posto, a 4 lunghezze dal primo, occupato proprio dai veronesi. Junior, grazie alla sua eleganza e qualità tecniche (tanto da essere impiegato come regista sebbene il suo ruolo naturale fosse quello di terzino) divenne subito beniamino dei tifosi del Torino.
La stagione 1985-1986 del Torino iniziò in un clima piuttosto acceso. Serena, miglior marcatore dei granata nel campionato precedente con 9 reti (e autore del gol vittoria nel derby d'andata), tornò all'Inter dopo la conclusione del prestito annuale. I granata, intenzionati a riottenere il giocatore, furono però battuti dalla concorrenza della Juventus, che si assicurò le prestazioni di Serena cedendo Marco Tardelli ai nerazzurri. L'attaccante venne così sostituito dal Torino con il giovane Antonio Comi, che terminò la stagione con 13 gol in 43 presenze complessive. Il Toro disputò un buon campionato, concludendo al quarto posto, sebbene il divario con Juventus e Roma fosse evidente. In Coppa UEFA i granata vennero eliminati ai sedicesimi dall'Hajduk Spalato mentre in Coppa Italia uscirono ai quarti di finale con la Sampdoria.
La stagione successiva vide l'allenatore granata Gigi Radice concentrarsi soprattutto nello sviluppo dei giovani. Arrivarono in granata l'olandese Wim Kieft mentre vennero promossi in prima squadra alcuni talenti provenienti dal settore giovanile come Roberto Cravero, Diego Fuser e Gianluigi Lentini. Il campionato, dominato dal Napoli di Diego Armando Maradona, fu deludente per il Torino, che concluse al nono posto. In Coppa UEFA i granata, dopo aver eliminato il Nantes, il Rába ETO e il Beveren, uscirono sconfitti dalla sfida nei quarti di finale con gli austriaci del Tirol Innsbruck. Kieft fu il miglior marcatore dei piemontesi in campionato con 8 gol in 19 presenze, sebbene condizionato da un grave infortunio che gli compromise il prosieguo della stagione.

### Decadenza e la seconda retrocessione

Müller, Škoro ed Edu al Filadelfia nella stagione 1988-1989.

Nella stagione 1987-1988 avvenne un nuovo cambio ai vertici della società: Sergio Rossi, contestato dai tifosi per i risultati deludenti, lasciò la presidenza a Mario Gerbi. Il mercato fu particolarmente ricco di innesti tra cui l'austriaco Anton Polster, Tullio Gritti e Massimo Crippa. Vennero inoltre promossi in prima squadra alcuni giovani della Primavera come Silvano Benedetti e Giorgio Bresciani. Lasciarono il Torino però due elementi di spicco degli ultimi anni: Junior (che si accasò al Pescara) e Dossena (ceduto all'Udinese). Il Toro terminò il campionato al sesto posto, a pari punti con la Juventus. Miglior marcatore dei granata fu Polster con 9 reti. La beffa per i tifosi del Torino arrivò però a fine stagione, con i granata eliminati nello spareggio per la Coppa UEFA dai cugini bianconeri (ai rigori) e ancora sconfitti in finale di Coppa Italia: all'andata vincente la Sampdoria per 2-0 mentre non bastò ai granata la vittoria nella gara di ritorno per 2-1, al termine dei supplementari.
La stagione 1988-1989 vide un'importante novità: le squadre passarono da 16 a 18 e furono introdotte 4 retrocessioni. Nel mercato i granata cedettero Polster e Crippa mentre arrivarono i brasiliani Muller e Edu insieme all'attaccante jugoslavo Haris Škoro. Altro importante acquisto fu quello del portiere Luca Marchegiani. Il Torino, finalista di Coppa Italia l'anno precedente, retrocedette in seguito al sedicesimo posto conclusivo, per la seconda volta nella sua storia. A nulla servirono i cambi di allenatore: prima Radice, poi l'ex giocatore e bandiera granata negli anni '60-'70 Claudio Sala e infine Sergio Vatta. Fatale fu la sconfitta per 3-1 rimediata dai granata all'ultima giornata in casa del Lecce. Dal marzo 1989 ci fu anche un cambio in presidenza: Gian Mauro Borsano succedette a Gerbi.

### Borsano subentra a Gerbi
La stagione 1989-1990 iniziò nel nome del nuovo proprietario del Torino Borsano, che lavorò profondamente per allestire una squadra in grado di tornare immediatamente in Serie A. Diversi furono i movimenti per la prima squadra: arrivarono Roberto Policano, Roberto Mussi e Marco Pacione mentre furono promossi tanti giovani provenienti dalla Primavera come Dino Baggio, Giorgio Venturin e Benito Carbone. Rientrarono inoltre dai rispettivi prestiti Gianluigi Lentini e Gianluca Sordo. Il Toro, guidato dal tecnico Eugenio Fascetti, partì molte bene e concluse il campionato di Serie B al primo posto, con 26 punti raccolti all'andata e 27 punti al ritorno. Fattore decisivo fu il Comunale dove la grande affluenza di pubblico (30.000 spettatori medi) aiutò il Torino a rimanere imbattuto sul terreno di casa (14 vittorie e 3 pareggi). Skoro l'8 settembre 1989 contro l'Ancona segnò inoltre il gol più veloce nella storia del Toro, dopo soli 9 secondi dal fischio d'inizio. Il Torino si qualificò così alla Coppa Mitropa 1991 e al campionato di serie A 1990-1991.

## Anni 1990: la cavalcata in Europa e il nuovo declino

### La finale di Coppa UEFA e la vittoria della quinta Coppa Italia

Un momento di pausa durante un allenamento del Torino al Filadelfia. da sinistra: Aguilera, Scifo, Mondonico, Vázquez e Casagrande

La stagione 1990-1991, con il Toro nuovamente in Serie A, partì con un cambio nel ruolo di allenatore: arrivò in granata Emiliano Mondonico, reduce da positive stagioni con l'Atalanta. Borsano acquistò diversi elementi di spicco quali l'ex giocatore della Juventus (poi divenuto idolo dei tifosi granata) Pasquale Bruno, il centrocampista del Real Madrid Martín Vázquez, Luca Fusi ed Enrico Annoni; venne ceduto invece al Napoli il centrocampista Venturin. Il Toro si spostò dal Comunale al nuovo stadio delle Alpi, terreno di gioco sul quale rimase per il secondo anno consecutivo imbattuto in casa. Il Torino terminò il campionato al quinto posto, qualificandosi per la Coppa UEFA 1991-1992. Il Toro vinse anche la Coppa Mitropa, sconfiggendo in finale il Pisa.
La stagione 1991-1992 iniziò con diversi importanti acquisti da parte di Borsano, che portò nel capoluogo piemontese il centrocampista belga Vincenzo Scifo e l'attaccante brasiliano Walter Casagrande. In prima squadra vennero promossi anche alcuni giovani della Primavera tra cui Christian Vieri. In campionato la squadra andò molto bene, terminando al terzo posto. Ancora meglio fecero i granata in Coppa UEFA dove, giunti in semifinale, eliminarono i ben più quotati spagnoli del Real Madrid. Nella gara di ritorno il Toro vinse 2-0 (davanti a più di 60.000 spettatori), ribaltando la sconfitta per 2-1 rimediata nella gara d'andata al Bernabéu. In finale i granata incontrarono l'Ajax: dopo aver pareggiato in casa per 2-2 (quando venne stabilito il record di presenze allo stadio delle Alpi, quasi 70.000 spettatori), la gara di ritorno terminò in parità (0-0) con il Torino che colpì 3 pali e reclamò per un calcio di rigore (Mondonico, in segno di protesta, alzò in aria la sedia). Per la regola del gol in trasferta la Coppa venne vinta dagli olandesi, regola che però tornerà utile ai granata appena un anno dopo. In campionato il Torino finì terzo, miglior risultato dal secondo posto raggiunto nel 1985. Capocannoniere granata nella sola Serie A fu Scifo (con 9 reti) mentre Casagrande complessivamente segnò 13 gol.

L'allenatore Emiliano Mondonico con il trofeo della Coppa Italia 1992-1993.

Il Torino si presentò alla stagione 1992-1993 con l'intenzione di riconfermarsi ad alti livelli. Il presidente Borsano però, con gravi problemi finanziari, decise di vendere alcuni dei migliori giocatori della squadra come Cravero, Martín Vázquez e Lentini (quest'ultimo venduto al Milan per 18,5 miliardi di lire, cifra record per l'epoca). Vennero acquistati invece l'uruguaiano Carlos Alberto Aguilera e Andrea Silenzi. Nei primi mesi del 1993 Borsano lasciò il Torino ad un notaio, Roberto Goveani. In campionato il Toro faticò molto di più rispetto all'anno precedente, finendo nono, ma vinse la Coppa Italia: in finale, nella gara d'andata, prevalsero i granata per 3-0 mentre nella gara di ritorno a Roma ci fu un rocambolesco 5-2 per i giallorossi, con 3 rigori a favore dei capitolini. Stavolta fu il Torino a beneficiare della regola del gol in trasferta, aggiudicandosi il trofeo dopo 21 anni dall'ultimo successo nella competizione. Miglior marcatore dei granata della stagione fu Aguilera, con 12 gol. Il Torino in Coppa UEFA venne eliminato ai sedicesimi di finale dalla Dinamo Kiev

### Nuova fase calante

Francescoli in azione con il Torino nel 1994.

La nuova stagione 1993-1994 iniziò con una lunga serie di cessioni: Marchegiani, Bruno, Casagrande, Aguilera, Scifo ed il giovane Vieri lasciarono tutti il Torino dirigendosi verso altri lidi. Arrivarono invece in granata l'uruguaiano Enzo Francescoli, Benito Carbone e Giovanni Galli. Il Toro venne sconfitto dal Milan per 1-0 nella Supercoppa Italiana mentre in campionato ottenne l'ottavo posto con Silenzi autore di 17 gol. In Coppa delle Coppe i granata vennero eliminati ai quarti di finale dagli inglesi dell'Arsenal.
Il nuovo presidente per la stagione 1994-1995 fu Gian Marco Calleri. In estate avvenne l'ennesimo cambio in panchina con l'addio di Emiliano Mondonico, sostituito da Rosario Rampanti. Tutta la stagione fu caratterizzata da un continuo susseguirsi di giocatori e allenatori. Arrivarono in granata Ruggiero Rizzitelli, Jocelyn Angloma, Paolo Cristallini, Gianluca Pessotto e il vincitore del Pallone d'Oro Africano Abedi Pelé. Alla prima in campionato 9/11 dello schieramento iniziale erano diversi rispetto alla formazione tipo della stagione precedente. Il Toro riuscì comunque a salvarsi, concludendo all'undicesimo posto. Il Torino sconfisse inoltre sia all'andata che al ritorno la Juventus campione d'Italia. Rizzitelli fu capocannoniere della squadra con 19 gol, bene fece anche Pelè con 10 centri.
La stagione 1995-1996 del Torino continuò ad essere molto movimentata, con continui cambi di giocatori e allenatori. Complice anche l'infortunio di Pelè, il Toro non riuscì a confermarsi e retrocedette per la terza volta nella sua storia in serie B. Hakan Şükür, stella del Galatasaray ed aggregato inizialmente ai granata, lasciò il capoluogo piemontese ad ottobre dopo sole 5 presenze in campionato, a causa dei suoi continui "capricci" e indecisioni sul Torino. Esemplificativo del periodo confusionario del Torino era la composizione della rosa: dei 27 giocatori in squadra, 14 erano nuovi acquisti e 5 giocatori provenivano dalla formazione Primavera.

Una formazione del Torino nella stagione 1995-1996

La retrocessione nella Serie B 1996-1997 fu molto penalizzante per il mercato del Torino, che dovette fare i conti con quei giocatori che non volevano scendere di categoria; lasciarono così il Toro Pelè, Rizzitelli, Angloma e Milanese. L'acquisto di Marco Ferrante si rivelò essere quello più azzeccato; l'attaccante romano divenne ben presto il giocatore simbolo dei granata. Ci fu anche il ritorno dell'ex capitano Roberto Cravero. Il Toro per gran parte della competizione si trovò a lottare tra le prime posizioni della classifica, ma i soli 13 punti nelle ultime 16 partite lo condannarono a un deludente nono posto. Calleri, a causa delle contestazioni dei tifosi, lasciò la società già a marzo.

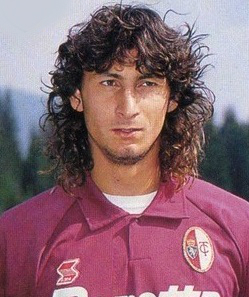
Andrea Silenzi, al Torino dal 1992 al 1995 e ancora nella stagione 1999-2000.

Nella stagione 1997-1998 arrivò in panchina lo scozzese Graeme Souness con l'obiettivo di riportare i granata in Serie A. Lasciarono il Toro Paolo Cristallini e Luca Mezzano. Arrivarono invece Lentini (ex granata, reduce da alcuni anni sottotono), l'inglese Tony Dorigo, Lorenzo Minotti, Luca Bucci, Mauro Bonomi e Stefano Fattori. L'inizio di campionato fu disastroso con il Torino che si trovò a lottare in piena zona retrocessione. Souness venne così esonerato e subentrò al suo posto Edoardo Reja. Il Toro concluse la stagione al quarto posto insieme al Perugia. Nello spareggio per la promozione giocato a Reggio Emilia ebbero la meglio gli umbri, ai rigori, dopo che la partita terminò 1-1 nei tempi regolamentari.
Nella stagione successiva la panchina venne affidata nuovamente a Mondonico, l'allenatore che portò i granata a vincere la Coppa Italia e a raggiungere la finale di Coppa UEFA solo pochi anni prima. L'obiettivo però era ben diverso: riportare il Torino nella massima serie. Arrivarono nella sessione di mercato estiva diversi giocatori tra cui il portiere Stefano Sorrentino, Edoardo Artistico, Giuseppe Scienza e Massimo Crippa. Si ritirò dal calcio invece Cravero. Il Torino terminò il campionato al secondo posto, trascinato dai 26 gol di Ferrante, venendo così promosso in Serie A.

Marco Ferrante, trascinatore granata dal 1996 al 2004

Per la stagione 1999-2000 l'obiettivo era quello di ottenere la salvezza. La rosa della squadra fu rafforzata sebbene risultò essere molto folta (36 giocatori) alla fine del mercato. Arrivò in granata il giovane brasiliano Pinga, ma fu ancora Ferrante a confermarsi capocannoniere del Torino con 18 gol. Nonostante il record di reti dell'attaccante romano, il Toro concluse il campionato al quindicesimo posto, retrocedendo nuovamente nella serie cadetta. A causa degli scarsi risultati e dell'esigua disponibilità economica, nei primi mesi del 2000 il proprietario Vidulich cedette il Torino all'imprenditore calabrese Francesco Cimminelli, che nominò presidente della società Attilio Romero, l'uomo al volante della Fiat 124 Coupé che travolse Luigi Meroni nel 1967.

## Anni 2000: fallimento e rinascita

### L'esperienza in Coppa Intertoto e il fallimento
Per ottenere l'immediato ritorno in serie A, nella stagione 2000-2001 fu scelto come allenatore Luigi Simoni, particolarmente abile nelle promozioni in massima serie. Arrivarono in granata anche Diego De Ascentis, Stefan Schwoch e Riccardo Maspero. Dopo un inizio difficoltoso Simoni venne esonerato e sostituito dal tecnico della Primavera Giancarlo Camolese. Camolese guidò i granata verso il primo posto grazie a una striscia di 8 vittorie consecutive. Capocannoniere per il Toro fu Stefan Schwoch con 16 reti. La stagione 2001-2002 fu la stagione migliore sotto la gestione Cimminelli: con la conferma di Camolese (che, grazie al sostegno della piazza, la spuntò su Franco Colomba) e gli acquisti di Cristiano Lucarelli e Simone Vergassola, il Toro puntava alla qualificazione a una Coppa europea. L'inizio del campionato non fu dei migliori, ma la svolta arrivò al derby con la Juve quando i granata rimontarono lo 0-3 iniziale dei bianconeri grazie ai gol di Lucarelli, Ferrante e Maspero. A due minuti dalla fine, un rigore assegnato alla Juventus sembrò spezzare le speranze granata: si presentò a calciarlo Marcelo Salas, ma il suo tiro finì in Curva Scirea, forse grazie anche alla piccola buca sul dischetto del rigore che Maspero aveva scavato, con il cileno che posizionò il pallone proprio sopra quest'ultima. La coppia Ferrante-Lucarelli portò il Toro all'undicesimo posto al termine della stagione, qualificandosi per la Coppa Intertoto 2002.

Ezio Rossi al Torino nel 1988, allenatore dei granata nella stagione 2003-2004.

Tornati in Europa dopo nove anni, i granata eliminarono il Bregenz (1-0; 1-1) nel secondo turno, ma uscirono dalla Coppa in quello successivo per mano del Villarreal] (2-0, 3-6 dcr). 
La società non si dimostrò più in grado di sostenere le spese degli anni precedenti e questo aumentò la frizione tra i tifosi e Cimminelli: arrivarono in granata tra gli altri Federico Magallanes e Alessandro Conticchio. Dopo sei partite del campionato il Toro era in zona retrocessione, mentre in Coppa Italia venne eliminato dall'Empoli: questa sconfitta costò il posto a Camolese, rimpiazzato da Renzo Ulivieri, ma presto fu esonerato anch'egli, e furono chiamati al suo posto prima Renato Zaccarelli e poi Giacomo Ferri. Le poche reti di Ferrante (solo 6 gol) e Lucarelli (1 gol soltanto) non aiutarono i granata, che finirono ultimi in classifica con 21 punti; fu la quinta retrocessione nella storia del Toro, ma i tifosi non lasciarono sola la loro squadra, organizzando per il 4 maggio una marcia di orgoglio con migliaia di partecipanti, un numero decisamente superiore a quello dei supporter juventini nella festa scudetto di qualche settimana prima.
L'ennesima stagione in Serie B in pochi anni spinse la società a ridurre ulteriormente gli investimenti. Arrivarono in granata Mariano Fernández, Johan Walem e Filippo Masolini L'allenatore scelto fu l'ex giocatore Ezio Rossi, che la stagione precedente aveva sfiorato la promozione in A con la Triestina. La stagione fu disastrosa e si concluse con il dodicesimo posto in serie B. Anche i tifosi, ormai rassegnati a un campionato deludente, smisero di seguire la squadra; simbolo di questa annata furono i soli 899 spettatori alla penultima in casa, contro il Treviso.

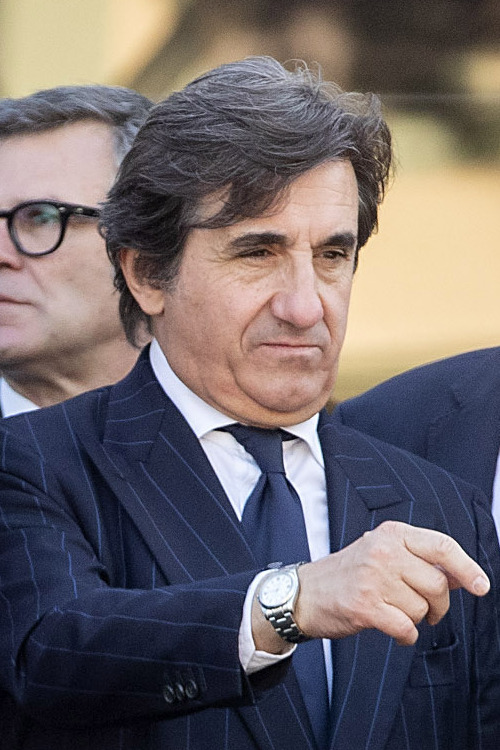
Urbano Cairo, in carica dal 2005, vanta la presidenza più longeva della storia torinista

La stagione 2004-2005 cominciò con due lutti nel mondo granata: la morte dei tre ex presidenti Mario Gerbi, Sergio Rossi e Orfeo Pianelli. Alla guida della squadra c'era sempre Ezio Rossi, ma il supporto dei tifosi era ai minimi storici: solo 5.740 abbonati. In granata non c'era invece più Ferrante mentre arrivarono Paul Codrea e Massimo Marazzina. Il Toro finì terzo e sotto la guida di Renato Zaccarelli (subentrato a Rossi) superò Ascoli e Perugia ai play-off, guadagnandosi la promozione davanti ai 54.000 spettatori del Delle Alpi. Giunsero però voci riguardo a problemi economici per la società: Cimminelli smentì affermando di aver ottenuto una fideiussione da 18 milioni di euro. Il 1º luglio l'Agenzia delle Entrate spiegò che quest'ultima era falsa. Venerdì 8 luglio arrivò l'annuncio: a Torino, Messina, Perugia e Salernitana non fu permesso iscriversi al campionato seguente. In serata ci fu anche l'arresto di Luigi Gallo, ex presidente del Venezia, colui che aveva fornito la fideiussione a Cimminelli. Giovedì 14 luglio la Coavisoc bocciò nuovamente il Torino: Cimminelli non era riuscito a offrire garanzie di risanamento del debito con l'Erario (che ammontava a 36 milioni di euro). Il giorno successivo arrivò l'ufficialità: il Torino non fu iscritto ad alcun campionato. Spuntò allora la possibilità di usare il Lodo Petrucci per salvare i titoli sportivi e la storia granata. Per la presidenza vennero fatti diversi nomi: l'immobiliarista Danilo Coppola e l'ex presidente dell'Inter Ernesto Pellegrini. I tifosi scesero in piazza e il 19 luglio venne depositata nella sede della Federcalcio da parte di Sergio Rodda, Luigi Marengo e Gianni Bellino la pratica per aderire al Lodo Petrucci. Con loro ci fu anche l'imprenditore Luca Giovannone. Intanto iniziò il pre-campionato e l'allenatore era Daniele Arrigoni. Molti giocatori lasciarono la società per mancanza di stabilità, come il portiere Luca Castellazzi. Grazie a una sponsorizzazione con la controllata comunale dell'acqua di Torino, la SMAT (promossa dal sindaco e tifoso del Torino Sergio Chiamparino), venne versata la somma richiesta dalla Federazione per il salvataggio del titolo sportivo e l'iscrizione alla serie B. Il 16 agosto 2005 la FIGC accettò il ricorso presentato da Marengo e affidò ufficialmente alla Società Civile Campo Torino il titolo sportivo del Torino Calcio, permettendole inoltre l'iscrizione al campionato di serie B. Il 19 agosto, nel Bar Norman, venne annunciato che la proprietà sarebbe stata ceduta all'editore-pubblicitario Urbano Cairo.

### L'arrivo di Urbano Cairo

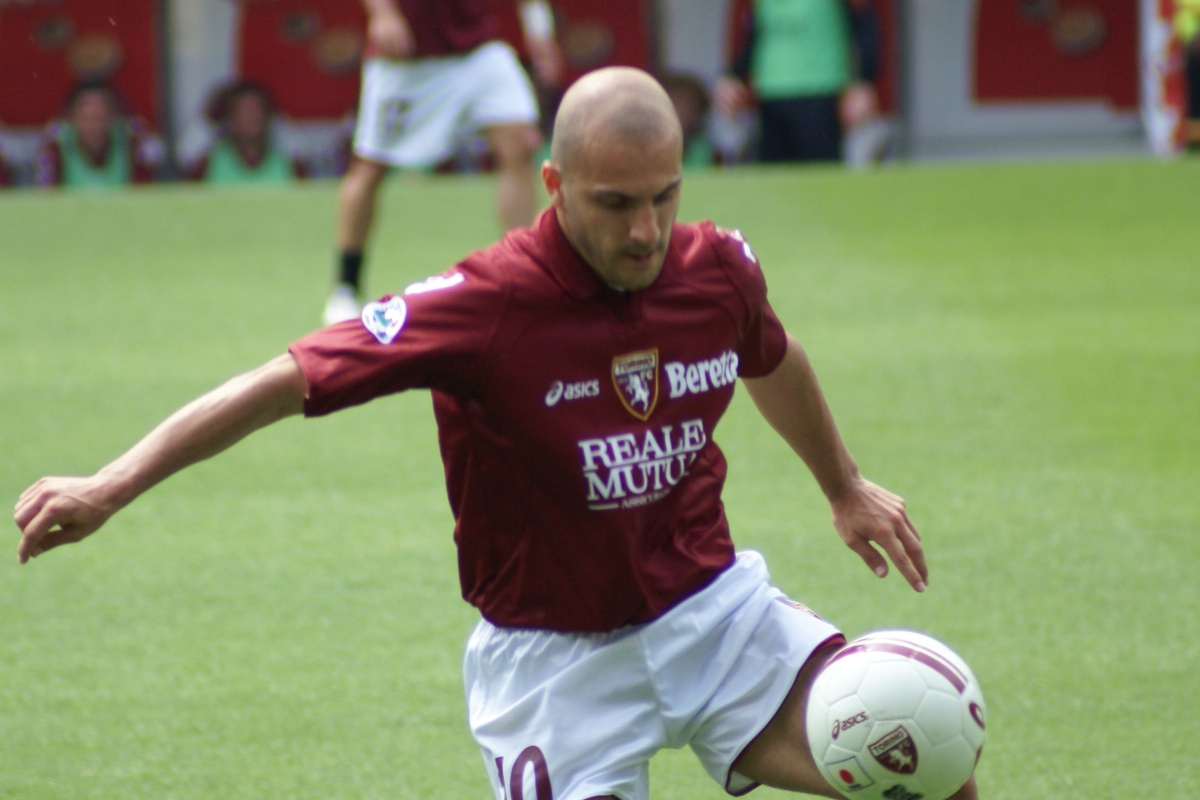
Alessandro Rosina, trascinatore dei granata nella stagione 2005-2006

La stagione 2005-2006 vide il Torino, promosso l'anno precedente, ancora in Serie B a causa del fallimento societario. Per la panchina il neopresidente Urbano Cairo scelse Gianni De Biasi e operò sul mercato facendo arrivare in granata veterani come Massimo Taibi, Roberto Muzzi, Enrico Fantini, Oscar Brevi, Davide Nicola e il greco Zīsīs Vryzas. Portò al Toro anche diversi giovani: Alessandro Rosina, Elvis Abbruscato e Nikola Lazetić. Alla prima in campionato contro l'AlbinoLeffe accorsero al Delle Alpi 30.000 persone, con i granata vittoriosi per 1-0 (grazie al gol di Fantini). La stagione si concluse con il terzo posto e l'accesso ai play-off. Il Toro eliminò dapprima il Cesena (1-1 all'andata e 1-0 per i granata al ritorno) mentre in finale incontrò il Mantova. I biancorossi uscirono vittoriosi per 4-2 nella gara casalinga ma al ritorno, di fronte ai 56.000 spettatori del Delle Alpi, il Toro vinse per 3-1 ottenendo la promozione.Trascinatori per i granata in questa stagione furono Muzzi e Rosina.

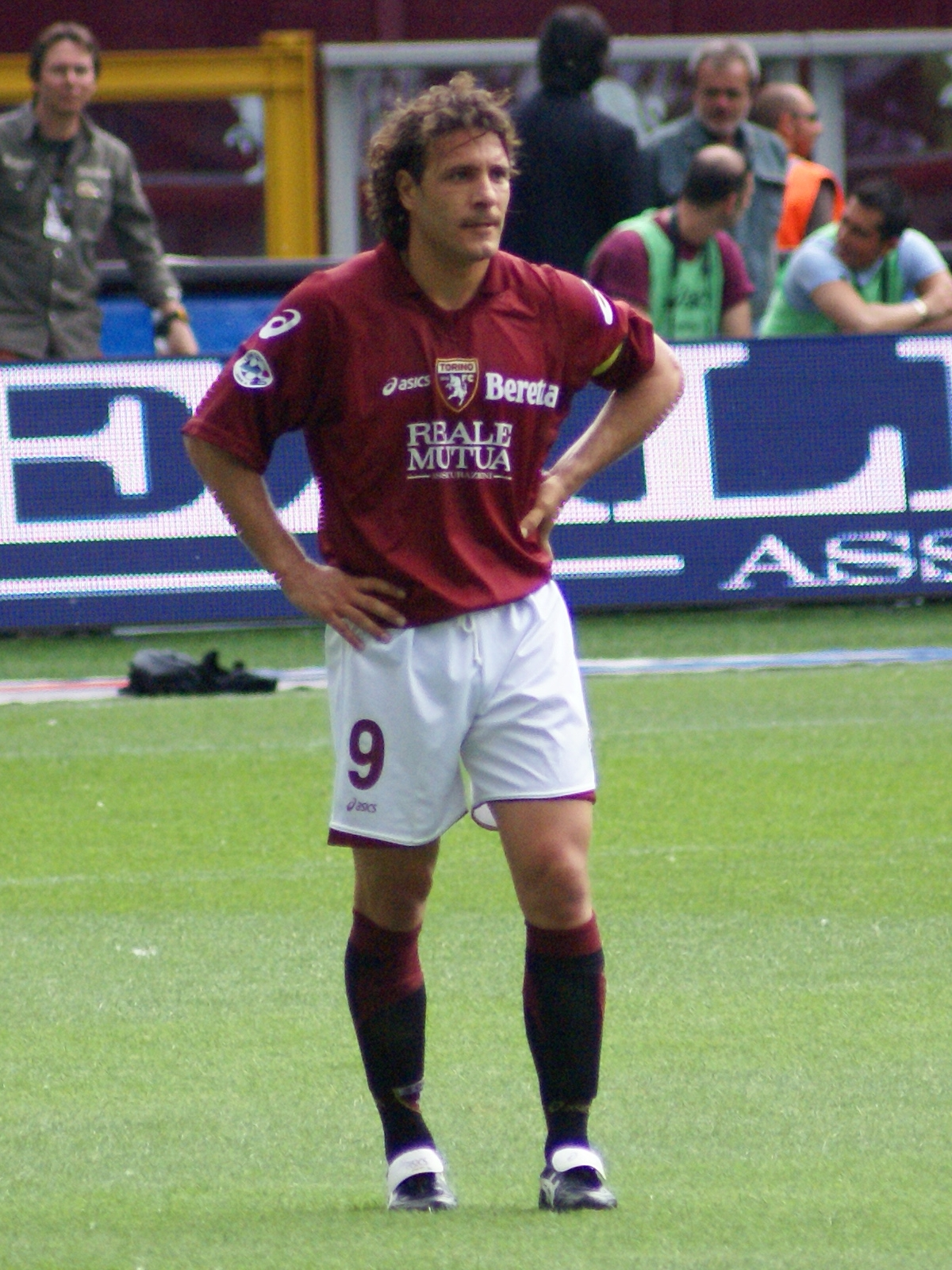
Roberto Muzzi, al Torino tra il 2005 e il 2007: fondamentale il suo apporto per la promozione del 2006 e la salvezza del 2007.

La stagione 2006-2007 ebbe come principale obiettivo per il Torino la salvezza. L'allenatore inizialmente scelto fu Alberto Zaccheroni, ma presto venne sostituito dal ritorno di De Biasi. Lasciarono il Toro Nicola, Brevi ed Fantini mentre arrivarono alcuni innesti come il campione del mondo Simone Barone, Ivan Franceschini, Christian Abbiati, Stefano Fiore e il giapponese Masashi Ōguro. Il Torino concluse il campionato al sedicesimo posto, salvandosi grazie alla vittoria esterna alla terzultima partita contro la Roma (0-1, gol di Muzzi). Questa fu la prima stagione disputata dal Torino una categoria sopra la Juventus, retrocessa al termine della stagione precedente per illecito sportivo. Miglior marcatore dei granata fu Rosina con 9 reti.
La stagione successiva vide l'addio di Muzzi e l'arrivo in panchina di Walter Novellino; dell'ex stella dell'Inter Álvaro Recoba; dell'attaccante David Di Michele e dell'esperto regista Eugenio Corini. Nuovamente, l'allenatore venne sostituito durante la stagione da De Biasi, il quale portò il Torino a un quindicesimo posto conclusivo e quindi alla salvezza. Rosina fu ancora la principale minaccia offensiva del Toro, concludendo l'annata con 9 gol.
La stagione 2008-2009 iniziò con l'arrivo di Rolando Bianchi dal Manchester City, il più costoso innesto della nuova società. Vennero acquistati anche Blerim Džemaili, Ignazio Abate, Nicola Amoruso e Andrea Gasbarroni; finirono invece i prestiti di Recoba e Di Michele. Il Toro terminò diciottesimo con ancora diversi cambi in panchina (subentrarono a De Biasi prima Novellino e poi Camolese) e al termine della stagione i granata retrocedette in Serie B dopo 3 anni di permanenza nella massima serie.
Per la stagione 2009-2010 in panchina venne scelto Stefano Colantuono. Lasciarono il Torino in particolare Corini (che si ritirò dal calcio), Rosina (passato allo Zenit San Pietroburgo), Barone, Dzemaili e Stellone.Tornò invece Di Michele. Il Toro terminò al quinto posto, raggiungendo i play-off, ma venendo eliminato in finale dal Brescia, davanti a un Olimpico tutto esaurito (27.000 spettatori). Bianchi finì la stagione con 27 gol.

## Anni 2010: risalita e stabilizzazione in serie A

### Il ciclo di Ventura e il ritorno in Europa

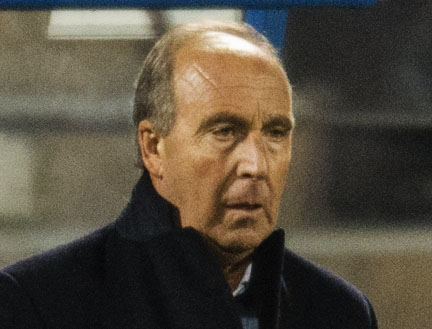
Giampiero Ventura, allenatore del Torino dal 2011 al 2016.

Per la stagione 2010-2011 venne scelto Franco Lerda come allenatore. Fu la nona volta (su undici in totale) negli ultimi 15 anni che il Torino partecipò al torneo cadetto. Gianluca Petrachi venne scelto come nuovo direttore sportivo. Il mercato estivo fu caratterizzato da numerosi acquisti tra cui Valerio Di Cesare, Antimo Iunco e Danilo D'Ambrosio. Il campionato fu deludente con i granata che non riuscirono nemmeno a raggiungere i play-off, complice l'ultima sconfitta casalinga contro il Padova. Durante la stagione subentrò Giuseppe Papadopulo, ma venne ben presto sostituito dal ritorno di Lerda. I granata conclusero all'ottavo posto, Bianchi fu il miglior marcatore con 19 gol.

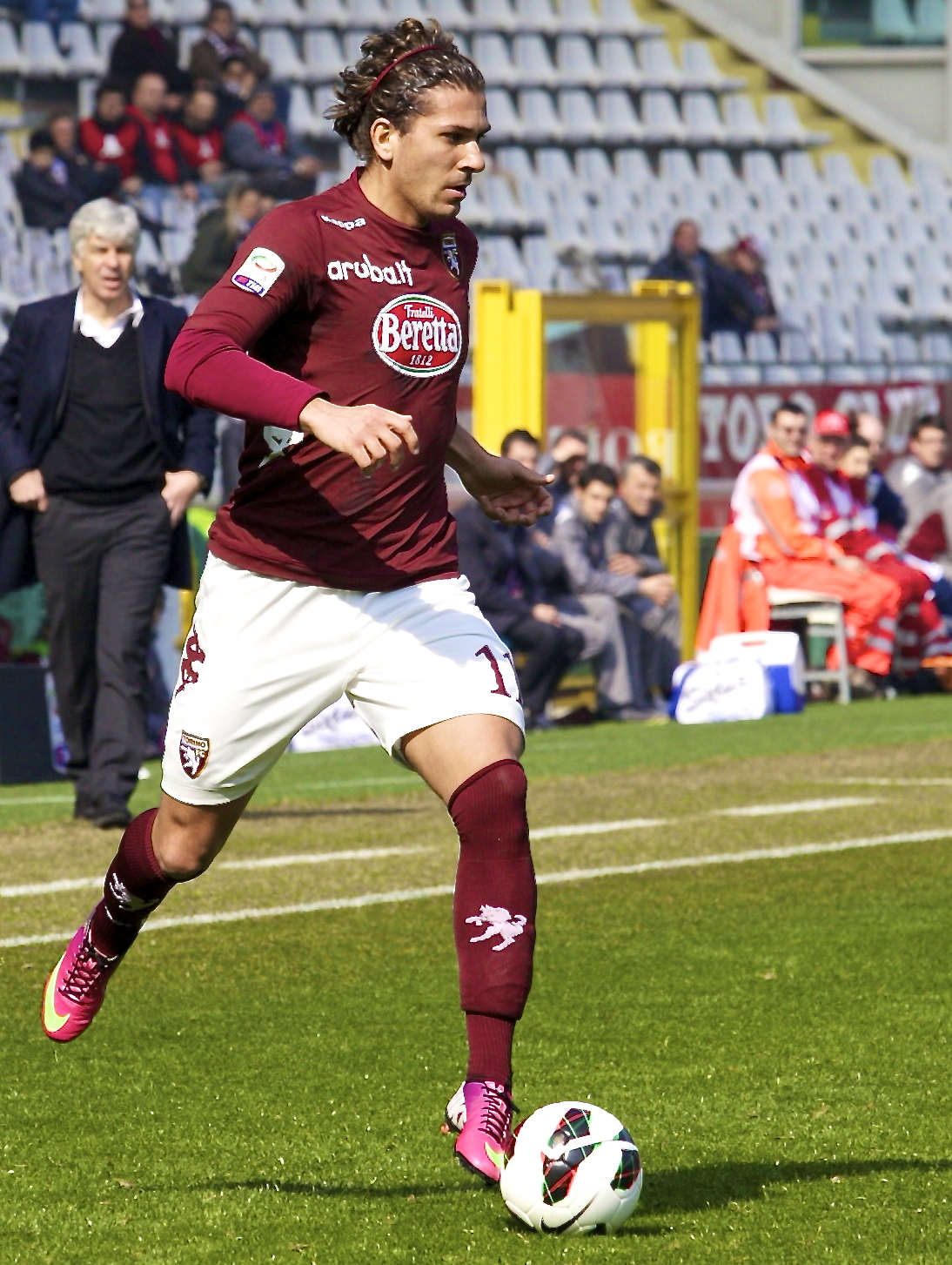
Alessio Cerci: insieme a Immobile è stato uno dei protagonisti del ritorno dei granata in Europa nel 2014.

Per la stagione 2011-2012 il Toro ingaggiò Gian Piero Ventura, allenatore destinato a cambiare le sorti granata nel periodo peggiore della sua storia. Alcuni degli acquisti di questa sessione di mercato formeranno il nucleo di giocatori che riporterà il Torino in Europa qualche anno dopo: dal Palermo arrivarono il difensore centrale Kamil Glik e il terzino Matteo Darmian mentre da Lecce giunse nel capoluogo piemontese il regista campano Giuseppe Vives.La stagione fu una lunga cavalcata verso la promozione, ottenuta grazie al secondo posto conclusivo alle spalle del Pescara di Zeman.Importante fu l'apporto di Mirco Antenucci, autore di 10 gol. La penultima partita di campionato contro il Modena sancì aritmeticamente la promozione (vittoria granata per 2-0 con gol di Nnamdi Oduamadi e Giuseppe De Feudis).
La stagione 2012-2013 fu un'annata di transizione con l'obiettivo minimo di salvarsi. Arrivarono in granata il mediano Alessandro Gazzi; l'ala Valter Birsa; il centrocampista Matteo Brighi; il portiere Jean François Gillet; l'attaccante brasiliano Jonathas e l'ala Alessio Cerci. Il Toro finì il campionato al sedicesimo posto, con l'addio di Rolando Bianchi al termine della stagione.

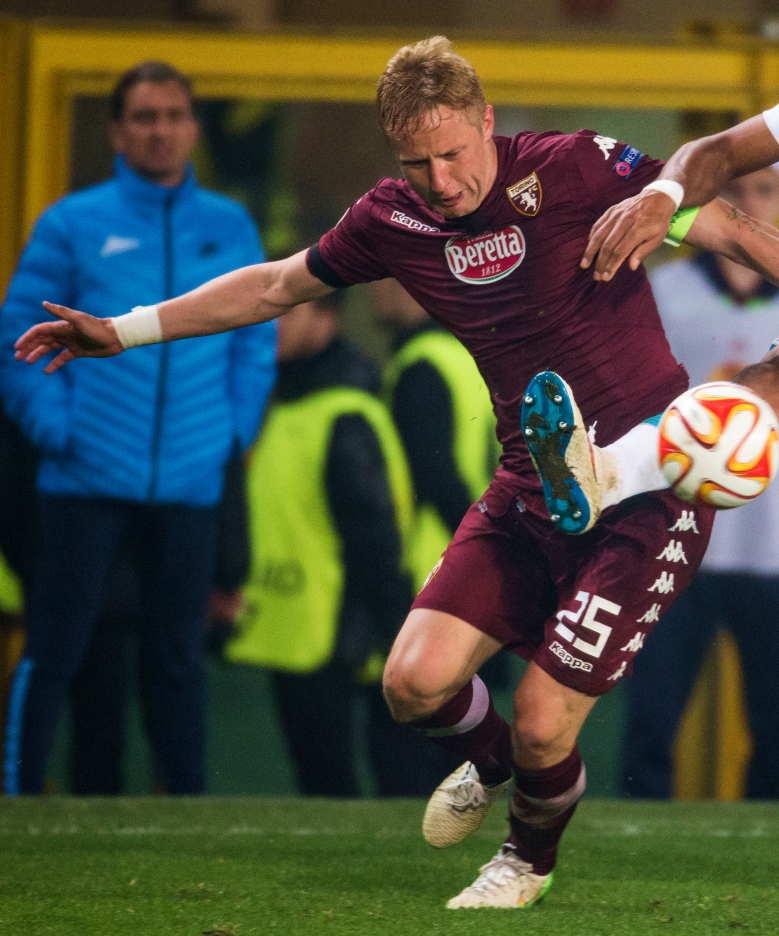
Kamil Glik, capitano del Torino dal 2013 al 2016.

La stagione 2013-2014 fu di particolare importanza nella storia recente del Torino. Ventura, confermato alla guida della squadra, portò al Toro Ciro Immobile, già capocannoniere nella stagione cadetta 2011/2012, ma reduce da una brutta stagione al Genoa. Il vice-capitano Angelo Ogbonna salutò i granata andando ad accasarsi ai rivali cittadini della Juventus. Confermati invece Cerci, Glik e Darmian le cui comproprietà vennero riscattate a proprio favore dai piemontesi. Arrivarono anche Omar El Kaddouri, Nikola Maksimović, Daniele Padelli, Alexander Farnerud e l'esperto difensore Emiliano Moretti. La stagione fu un successo, con la coppia Cerci-Immobile che trascinò il Torino al settimo posto. Fondamentale fu la vittoria contro il Genoa il 13 aprile 2014 quando il Toro, sotto 1-0 al 91', segnò due gol (prima Immobile al 92', poi Cerci al 93') vincendo la partita. La sfida decisiva contro il Parma, disputatasi all'Olimpico di Torino l'11 maggio seguente, terminò in pareggio. Con la Fiorentina, all'ultima partita di campionato, il Torino si giocò l'Europa. Ci furono polemiche da parte dei parmensi (principali rivali dei granata nella corsa europea) visto il gemellaggio tra le tifoserie, con i viola già sicuri del posto in Europa League. La partita terminò 2-2 e il Torino la giocò senza Immobile (espulso nella partita precedente), con l'errore di Cerci dal dischetto che sarebbe potuto valere il 3-2. Il Parma invece vinse, concludendo quindi al sesto posto. Il Toro sembrava aver subito una terribile beffa, ma per la squadra emiliana fu solo l'inizio di gravi problemi societari. Il mancato ottenimento della Licenza UEFA impedì al Parma di partecipare all'Europa League, così il Torino, con i documenti in regola, prese il suo posto. Il Parma concluderà la stagione seguente all'ultimo posto, fallendo, e ripartendo dalla Lega Pro.Immobile concluse la stagione con 22 gol (capocannoniere della serie A) mentre Cerci finì con 13 reti.

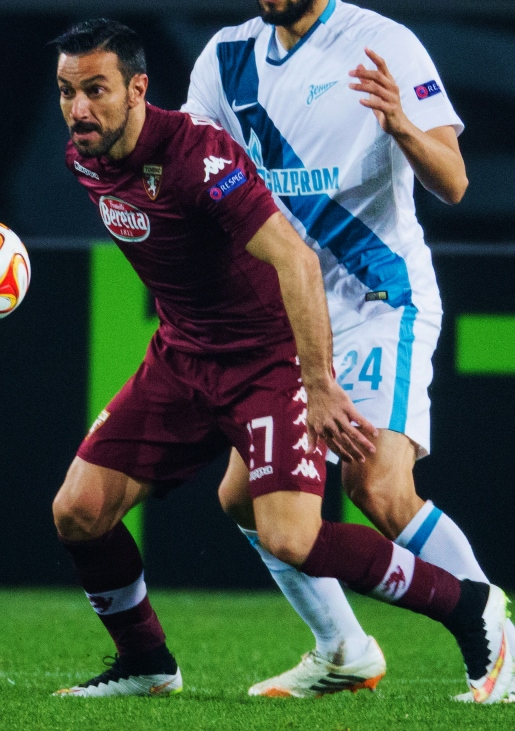
Fabio Quagliarella al Torino nella sfida di UEFA Europa League 2014-2015 contro lo Zenit

La stagione 2014-2015 vide il ritorno in Europa del Torino, 12 anni dopo l'ultima apparizione in Intertoto. La sessione estiva però rivelò ai tifosi granata due brutte sorprese: sia Cerci che Immobile lasciarono il Toro, direzione rispettivamente Atlético Madrid e Borussia Dortmund. A sostituirli ci fu il ritorno di Fabio Quagliarella. Arrivarono anche Bruno Peres, Amauri, Gastón Silva, Marco Benassi, Josef Martínez, Maxi López e Cristian Molinaro. La stagione iniziò molto presto, con i preliminari di Europa League 2014-2015 vinti contro il Brommapojkarna e RNK Split. Il Torino venne inserito nel girone B con Club Bruges, Copenaghen e HJK. I granata conclusero il girone al secondo posto dopo aver pareggiato sia all'andata (0-0) che al ritorno (0-0) con il Bruges e sconfitto due volte il Copenaghen (1-0 a Torino e 5-1 in casa dei danesi). Nella trasferta contro i finlandesi dell'HJK arrivò l'unica sconfitta (1-2) mentre nell'incontro casalingo prevalsero i granata (2-0).Ai sedicesimi di finale il Torino incontrò gli spagnoli dell'Athletic Club; la gara d'andata, disputatasi a Torino, terminò con un pareggio (2-2). Per passare il turno il Toro compì l'impresa di superare al San Mamés i baschi, sempre imbattuti sul campo di casa contro squadre italiane: i granata vinsero per 3-2 e raggiunsero gli ottavi, dove incrociarono lo Zenit San Pietroburgo. All'andata vinsero i russi (2-0) e al Toro non bastò la vittoria casalinga nella gara di ritorno (1-0) per accedere ai quarti. In campionato il Torino non sfigurò, terminando al nono posto, con il difensore polacco Glik autore di 7 reti. Il Toro tornò anche a vincere un derby contro la Juventus: all'Olimpico finì 2-1 per i granata, che rimontarono l'iniziale gol bianconero siglato da Andrea Pirlo con i gol di Quagliarella e Darmian.
La stagione 2015-2016 fu anche l'ultima con Ventura in panchina (scelto come nuovo CT della Nazionale di calcio dell'Italia). Darmian passò al Manchester Utd mentre El Kaddouri andò al Napoli. Arrivarono in particolare Davide Zappacosta e Daniele Baselli dall'Atalanta mentre Andrea Belotti fu prelevato dal Palermo per 7,5 milioni di euro. Il Toro concluse una stagione contraddistinta più da bassi che da alti al dodicesimo posto. In questa stagione venne posta inoltre la prima pietra (davanti a 10.000 persone) per la ricostruzione del parzialmente demolito stadio Filadelfia, che fungerà da centro sportivo e sede della società e del museo.

### Le gestioni Mihajlović e Mazzarri

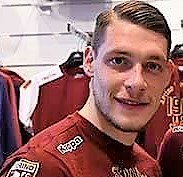
Andrea Belotti, capitano granata dal 2017 al 2022

Per la stagione di Serie A 2016-2017 il cambio più importante venne fatto in panchina dove dopo 5 anni Ventura lasciò il posto al serbo Mihajlović. Nella sessione estiva Bruno Peres fu ceduto alla Roma; il capitano Glik al Monaco e Maksimović al Napoli. Arrivarono invece in particolare lo spagnolo Iago Falque, il fantasista serbo Adem Ljajić e il portiere inglese Joe Hart. Antonio Barreca venne riscattato dal Cagliari. Il 27 luglio il Torino fu invitato dal Benfica a partecipare all'incontro amichevole in onore di Eusébio: l'Eusébio Cup. I granata vinsero il trofeo ai calci di rigore dopo che la partita terminò 1-1 nei tempi regolamentari. Il campionato fu contraddistinto da un Toro formato attacco (71 gol fatti), ma anche da una difesa fragile (66 reti incassate). Diverse furono le goleade inflitte (5-1 al Cagliari; 4-1 al Palermo; 5-1 al Bologna; 5-3 al Pescara) e subite (0-5 dal Napoli; 1-4 dalla Roma). Belotti fu l'autentico protagonista della stagione granata con 26 gol segnati in campionato (più 2 in Coppa Italia), bene fecero anche Falque con 12 centri e Ljajić con 10 reti. Il Toro bloccò inoltre la striscia di 33 vittorie casalinghe consecutive della Juventus, pareggiando 1-1 (a segno per il Torino Ljajić su punizione) all'Allianz Stadium. I granata conclusero al nono posto una stagione che, dopo le vittorie interne contro Roma e Fiorentina (posizionandosi in zona Europa), li vide in un lento, ma inesorabile calo.
Durante la sessione estiva del calciomercato per la stagione di Serie A 2017-2018, il Toro acquistò dal Paris Saint-Germain il portiere Salvatore Sirigu, dall'Osasuna l'ala Alejandro Berenguer e il senegalese M'Baye Niang dal Milan, mentre arrivarono in prestito con diritto di riscatto il difensore camerunese Nicolas Nkoulou (dall'Olympique Lyonnais) e il mediano Tomás Rincón (dalla Juventus). Il portiere inglese Hart lasciò i granata (fine del prestito dal Manchester City). Furono infine ufficializzati il brasiliano Lyanco ed il serbo Vanja Milinković-Savić, già acquistati durante la sessione invernale precedente. Il Toro vinse la sua prima partita della stagione il 27 agosto, 3-0 nell'esordio casalingo contro il Sassuolo. I granata conclusero il girone d'andata al decimo posto con 25 punti raccolti in 19 gare. I troppi pareggi (20 in totale nel 2017) e la sconfitta nel derby del 3 gennaio 2018, valevole per i quarti di finale di Coppa Italia, costarono l'esonero al tecnico Mihajlović. Walter Mazzarri prese il suo posto, vincendo per 3-0 all'esordio il 6 gennaio 2018 contro il Bologna. Il Torino raccolse 29 punti nel girone di ritorno, concludendo ancora una volta la stagione in nona posizione. L'obiettivo di inizio campionato, ovvero ottenere l'accesso all' Europa League, non venne così raggiunto. Durante la stagione Belotti accusò 2 infortuni gravi al ginocchio destro che lo costrinsero a fermarsi per un paio di mesi. La mancanza di un valido sostituto gravò sul rendimento della squadra, sebbene il capitano granata, una volta tornato in campo, non risultò incisivo come l'anno precedente, concludendo con solo 10 gol in 32 partite. Anche Niang, l'acquisto più costoso dell'era Cairo (15 milioni di euro), giocò un campionato molto al di sotto delle aspettative mentre altri due acquisti estivi, Sirigu e Nkoulou, furono le principali rivelazioni della stagione per il Torino. Si confermarono su alti livelli infine Iago Falque (12 reti, capocannoniere dei granata) e Ljaijic (6 gol e 10 assist).
La stagione di Serie A 2018-2019 del Torino iniziò con il ritiro di Bormio, sede della preparazione estiva dei granata dal 2013. Con Mazzarri confermato in panchina, il Torino adottò il 3-5-2 dopo aver giocato nei precedenti due anni con la difesa a 4. Il primo acquisto della stagione fu il difensore Armando Izzo, prelevato dal Genoa per 8 milioni di euro. Dopo una stagione contraddistinta da numerosi infortuni, Barreca venne scambiato con il centrocampista francese Soualiho Meïté del Monaco. Nelle ultime ore di calciomercato arrivarono infine Roberto Soriano dal Villarreal e Simone Zaza dal Valencia. Il Torino concluse il girone d'andata al nono posto con 27 punti, rimanendo imbattuto in tutte le 10 trasferte affrontate. Nel girone di ritorno i granata cambiarono passo: dopo la prima sconfitta esterna della stagione (2-3 sul campo della Roma), il Torino raccolse 5 vittorie (contro Inter, Udinese, Atalanta, Chievo e Frosinone) e 2 pareggi (Napoli e Spal) nelle successive 7 partite. A partire dall'incontro con i nerazzurri e fino alla trasferta di Frosinone, Sirigu rimase imbattuto per 599 minuti, divenendo così il secondo miglior portiere per imbattibilità della storia granata (alle spalle di Bacigalupo, che resistette per 690 minuti nella stagione 45-46). Il Toro continuò a dimostrarsi squadra difficile da battere in trasferta, registrando il record di 13 pareggi ottenuti lontano dall'Olimpico Grande Torino. Sul finire della stagione le vittorie contro Genoa e Milan spinsero i granata al sesto posto, ma dopo il pareggio ottenuto nel derby del 3 maggio con la Juventus (1-1), i granata tornarono nuovamente al settimo posto. La vittoria della Coppa Italia da parte della Lazio (ottava classificata in serie A) tolse la possibilità di accedere ai preliminari di Europa League attraverso il settimo posto in campionato. Alla 37ª giornata il Torino uscì sconfitto dalla trasferta di Empoli (4-1) mentre la vittoria casalinga all'ultima giornata contro la Lazio (3-1) permise ai granata di concludere il campionato in settima posizione a quota 63 punti (record nell'era dei tre punti a vittoria). La successiva esclusione del Milan dall'Europa League per violazione del fair play finanziario permise comunque al Torino di accedere ai preliminari della seconda competizione europea. Miglior marcatore dei granata in campionato fu Belotti con 15 reti.